# Injerencias de Estados Unidos en cambio de regímenes
Desde el siglo XIX, el gobierno de los Estados Unidos ha participado e interferido, tanto abierta como encubiertamente, en el reemplazo de gobiernos extranjeros. En la segunda mitad del siglo XIX, emprendió acciones para promover cambios de régimen, principalmente en América Latina y el suroeste del Pacífico. A principios del siglo XX, los Estados Unidos formaron o instalaron gobiernos en numerosos países, incluidos sus vecinos Haití, Hawái, México, Nicaragua, Panamá y la República Dominicana.
Durante la Segunda Guerra Mundial, Estados Unidos contribuyó al derrocamiento de numerosos regímenes títeres del nazismo alemán y del Imperio japonés. Algunos ejemplos incluyen los regímenes en Corea, China oriental, Filipinas y partes de Europa. Las fuerzas estadounidenses, junto con las del Reino Unido y la Unión Soviética, también desempeñaron un papel decisivo en el colapso del gobierno de Adolf Hitler en Alemania y en el derrocamiento de Benito Mussolini en la Italia fascista.
Después de la Segunda Guerra Mundial, el gobierno de los Estados Unidos luchó con la Unión Soviética por el liderazgo mundial en el contexto de la Guerra Fría. La Agencia Central de Inteligencia (CIA) fue utilizada a menudo durante este período en operaciones de cambio de régimen. Bajo la administración de Harry Truman, el gobierno de los Estados Unidos temía que el comunismo se extendiera, a veces con la ayuda de la propia participación soviética en el cambio de régimen, y promovió la teoría del dominó, un precedente que siguieron presidentes posteriores. Las operaciones más importantes incluyeron el golpe de estado iraní planeado por Estados Unidos y el Reino Unido en 1953, la invasión de bahía de Cochinos en 1961 dirigida a Cuba, y el apoyo al derrocamiento de Sukarno por parte del general Suharto en Indonesia. Además, Estados Unidos ha interferido en las elecciones nacionales de países como Italia en 1948, Filipinas en 1953, Japón en las décadas de 1950 y 1960, Líbano en 1957 y Rusia en 1996. Según un estudio, Estados Unidos realizó al menos 81 intervenciones abiertas y encubiertas en elecciones extranjeras entre 1946 y 2000. Según otro estudio, Estados Unidos participó en 64 intentos encubiertos y seis abiertos de cambio de régimen durante la Guerra Fría.
Tras la disolución de la Unión Soviética, Estados Unidos ha liderado o apoyado guerras para influir en la gobernanza de varios países en Oriente Medio. Los objetivos declarados en estos conflictos incluyen la guerra contra el terrorismo, como en la guerra de Afganistán, y la eliminación de supuestas armas de destrucción masiva, como en la guerra de Irak. Estados Unidos también centró nuevamente su atención en el hemisferio occidental, participando en operaciones en Haití.

## Antes de 1887

### 1846-1848: anexión de Texas e invasión de California
Los Estados Unidos anexaron la República de Texas, considerada en ese momento por México como un estado rebelde. Durante la intervención estadounidense en México que siguió, Estados Unidos arrebató Alta California a México.

### 1865-1867: México
Mientras en los Estados Unidos se desarrollaba la guerra de Secesión, Francia y otros países invadieron México para cobrar deudas. Francia instaló al príncipe Habsburgo Maximiliano I como emperador de México. Una vez terminada la guerra de Secesión, los Estados Unidos comenzaron a apoyar a las fuerzas liberales de Benito Juárez contra las de Maximiliano. Estados Unidos empezó a enviar armas a México, y muchos estadounidenses lucharon junto a Juárez. Finalmente, Juárez y los liberales recuperaron el poder y ejecutaron a Maximiliano I. Estados Unidos se opuso a Maximiliano e invocó la Doctrina Monroe. William Seward afirmó más tarde: “La Doctrina Monroe, que hace ocho años era meramente una teoría, es ahora un hecho irreversible”.

## 1887-1912: expansionismo estadounidense y administración Roosevelt

### Década de 1880

#### 1887-1889: Samoa
En la década de 1880, Samoa era una monarquía con dos aspirantes rivales al trono: Malietoa Laupepa y Mata'afa Iosefo. La crisis de Samoa, ocurrida entre 1887 y 1889, fue un enfrentamiento entre los Estados Unidos, Alemania y el Reino Unido, en el que estas potencias apoyaron a diferentes aspirantes al trono de las islas Samoa, lo que derivó en la Primera Guerra Civil Samoana.

### Década de 1890

#### 1893: Reino de Hawái
Los antimonárquicos, en su mayoría estadounidenses residentes en Hawái, planearon el derrocamiento del Reino de Hawái. El 17 de enero de 1893, la monarca nativa de Hawái, la reina Liliʻuokalani, fue derrocada. Posteriormente, Hawái fue anexado por los Estados Unidos, un proceso que culminó con la aprobación de la Resolución Newlands en 1898.

#### 1898-1909: Cuba
Después de la explosión del USS Maine, los Estados Unidos declararon la guerra a España, dando inicio a la guerra hispano-estadounidense. En 1898, Estados Unidos invadió y ocupó Cuba, que estaba bajo el gobierno español. Aunque muchos en Estados Unidos no deseaban anexar Cuba, se aprobó la Enmienda Teller, que prohibía dicha anexión. Sin embargo, tras el final de la guerra, Cuba fue ocupada por Estados Unidos y gobernada por el gobernador militar Leonard Wood durante la primera ocupación, de 1898 a 1902. Más tarde, se aprobó la Enmienda Platt, que definía las relaciones entre Estados Unidos y Cuba. Esta enmienda otorgaba a Estados Unidos el derecho de intervenir en cualquier momento contra un gobierno no aprobado, imponía la influencia estadounidense y restringía las capacidades de Cuba para establecer relaciones exteriores. Cuba se vio obligada a aceptar los términos de la Enmienda Platt, incorporándolos en su constitución.
Tras la ocupación, Cuba y los Estados Unidos firmaron el tratado cubano-estadounidense en 1903, que reafirmaba los términos de la Enmienda Platt. Tomás Estrada Palma se convirtió en el primer presidente de Cuba después de la retirada de las tropas estadounidenses. Estrada Palma, miembro del Partido Republicano de La Habana, fue reelegido en 1905 sin oposición; no obstante, los liberales lo acusaron de fraude electoral, lo que desató enfrentamientos entre liberales y republicanos. Debido a las tensiones, Estrada Palma dimitió el 28 de septiembre de 1906, y su gobierno colapsó poco después. En respuesta, el Secretario de Estado de Estados Unidos, William Howard Taft, invocó la Enmienda Platt y el tratado de 1903, con la aprobación del presidente Theodore Roosevelt, para invadir y ocupar nuevamente el país. Durante esta ocupación, Cuba fue gobernada por Charles Edward Magoon, quien supervisó las elecciones de José Miguel Gómez en 1909. Después de su elección, Estados Unidos se retiró del país.

#### 1899-1902: Filipinas
La exitosa revolución filipina resultó en la derrota del Imperio español y el establecimiento de la Primera República filipina, poniendo fin a siglos de dominio colonial español en el archipiélago. Sin embargo, los Estados Unidos, que se habían aliado con los revolucionarios y habían salido victoriosos de la simultánea guerra hispano-estadounidense, recibieron las Filipinas como parte del Tratado de París de 1898. Con el objetivo de establecer su propio control sobre el país, los Estados Unidos participaron en la guerra filipino-estadounidense, cuyo desenlace permitió la disolución de la República Filipina autónoma y la creación del Gobierno Insular de las Islas Filipinas en 1902. Posteriormente, durante la Segunda Guerra Mundial, las Filipinas se convirtieron en una mancomunidad autónoma en 1935 y alcanzaron la soberanía plena en 1946.

### Década de 1900

#### 1903-1925: Honduras
Entre el final de la guerra hispano-estadounidense en 1898 y el inicio de la Política del Buen Vecino en 1934, los Estados Unidos llevaron a cabo numerosas invasiones e intervenciones militares en América Central y el Caribe, en un período conocido como las “guerras bananeras”. Una de estas intervenciones, en 1903, implicó un cambio de régimen en lugar de su preservación. El Cuerpo de Marines de los Estados Unidos, que desempeñó un papel predominante en estas guerras, desarrolló en 1921 un manual titulado Estrategia y tácticas de guerras pequeñas, basado en las experiencias obtenidas durante estos conflictos. Además, la Marina proporcionó apoyo de fuego y se emplearon también tropas del Ejército.
La United Fruit Company y la Standard Fruit Company dominaban el sector de exportación de banano en Honduras, así como las propiedades de tierra y los ferrocarriles asociados. Para proteger estos intereses, los Estados Unidos organizaron diversas incursiones e intervenciones militares en Honduras, incluyendo:
- 1903: apoyo a un golpe de Estado liderado por Manuel Bonilla Chirinos.
- 1907: respaldo a Bonilla frente a un golpe apoyado por Nicaragua.
- 1911-1912: defensa del régimen de Miguel Rafael Dávila Cuéllar ante un levantamiento.
- 1919: mantenimiento de la paz durante una guerra civil e instalación del gobierno interino de Francisco Bográn.
- 1920: defensa del régimen de Bográn ante una huelga general.
- 1924: defensa del régimen de Rafael López Gutiérrez frente a un levantamiento.
- 1925: defensa del gobierno electo de Miguel Paz Barahona.

Estas intervenciones reflejaban la intención de los Estados Unidos de proteger sus intereses económicos y estratégicos en la región.

#### 1909-1910: Nicaragua
El gobernador nicaragüense Juan José Estrada, miembro del Partido Conservador, lideró una revuelta contra el presidente José Santos Zelaya, del Partido Liberal, quien había sido reelegido en 1906. Los Estados Unidos apoyaron a las fuerzas conservadoras de Estrada debido a que Zelaya buscaba colaborar con Alemania o Japón para construir un nuevo canal en Nicaragua, lo que representaba una competencia para el Canal de Panamá, controlado por Estados Unidos. Este último no deseaba la participación de potencias extracontinentales en el hemisferio americano.
Thomas P. Moffat, un consejero estadounidense en Bluefields, Nicaragua, brindó un apoyo abierto a Estrada, a pesar de que los Estados Unidos intentaban inicialmente limitar su involucramiento a un respaldo encubierto. Sin embargo, la intervención directa fue impulsada por el secretario de Estado estadounidense Philander C. Knox. Cuando el gobierno de Zelaya ejecutó a dos ciudadanos estadounidenses por su participación en la revuelta conservadora, Estados Unidos utilizó el incidente como justificación para intervenir directamente. Tropas estadounidenses desembarcaron en la Costa de Mosquitos, intensificando su participación en el conflicto.
El 14 de diciembre de 1909, bajo presión diplomática de los Estados Unidos, Zelaya renunció y huyó de Nicaragua. Antes de su partida, junto con la asamblea liberal, designó a José Madriz como su sucesor. Sin embargo, Estados Unidos se negó a reconocer el gobierno de Madriz. Los conservadores finalmente derrotaron a los liberales, obligando a Madriz a renunciar. Estrada asumió como presidente con el respaldo de los Estados Unidos. El agente especial Thomas Cleland Dawson fue enviado a Nicaragua y concluyó que cualquier elección libre llevaría al Partido Liberal al poder. Para evitarlo, Estrada estableció una asamblea constituyente que lo eligió presidente en agosto de 1910, bajo condiciones aceptadas por Estados Unidos. Tras la intervención, Estados Unidos y Nicaragua firmaron un tratado el 6 de junio de 1911.

## 1912-1941: Administración Wilson, Primera Guerra Mundial y período de entreguerras

### Década de 1910

#### 1912-1933: Nicaragua
La administración del presidente William Howard Taft envió tropas a Nicaragua, ocupando el país. Cuando el gobierno de Woodrow Wilson asumió el poder, extendió la ocupación y tomó el control financiero y gubernamental completo, manteniendo una fuerte presencia militar. Posteriormente, el presidente estadounidense Calvin Coolidge retiró las tropas, dejando únicamente una legación diplomática y a Adolfo Díaz al mando del país. Sin embargo, los rebeldes capturaron la ciudad donde se encontraba la legación, lo que llevó a Díaz a solicitar el regreso de las tropas estadounidenses, quienes retornaron pocos meses después de haber partido. Durante la ocupación, las fuerzas estadounidenses enfrentaron la resistencia de los rebeldes liderados por Augusto César Sandino. Finalmente, bajo la administración de Franklin D. Roosevelt, Estados Unidos retiró sus tropas debido a los costos insostenibles de la ocupación en el contexto de la Gran Depresión. La segunda intervención en Nicaragua se convirtió en una de las guerras más largas en la historia de Estados Unidos. Tras la retirada, Estados Unidos respaldó a la familia Somoza, quienes tomaron el control del país y ordenaron el asesinato de Sandino en 1934.

#### 1913: México
Henry Lane Wilso, embajador de Estados Unidos en México durante la administración de William Howard Taft, apoyó activamente el golpe de Estado conocido como la Decena Trágica, que derrocó al presidente democráticamente electo Francisco I. Madero. Poco después de asumir la presidencia, Woodrow Wilson destituyó a Henry Lane Wilson y se negó a reconocer al gobierno de Victoriano Huerta, quien había tomado el poder tras el golpe. Esta postura llevó a la ocupación estadounidense de Veracruz en 1914 y contribuyó a la persistente inestabilidad política en México.

#### 1915-1934: Haití
Los Estados Unidos ocuparon Haití desde 1915 hasta 1934. Bancos estadounidenses que habían otorgado préstamos a Haití solicitaron la intervención del gobierno estadounidense. En un ejemplo de “diplomacia de cañoneras”, Estados Unidos envió a su armada para intimidar y alcanzar sus objetivos. El 28 de julio de 1915, el presidente Woodrow Wilson ordenó a los marines invadir Haití. En 1917, Estados Unidos instaló un nuevo gobierno y dictó los términos de una constitución haitiana que eliminó la prohibición previa de la propiedad de tierras por parte de extranjeros. Los Cacos, que originalmente eran milicias armadas formadas por personas anteriormente esclavizadas tras la Revolución Haitiana de 1804, lideraron una resistencia guerrillera contra la ocupación estadounidense en un conflicto conocido como las "Guerras Caco". Durante la ocupación, Estados Unidos utilizó un sistema de trabajo forzado conocido como corvea para proyectos de infraestructura, lo que provocó cientos o incluso miles de muertes. Además, se presume que los marines estadounidenses y sus subordinados en la gendarmería haitiana cometieron asesinatos en masa de civiles. La ocupación finalizó el 1 de agosto de 1934, después de que el presidente Franklin D. Roosevelt reafirmara un acuerdo de retirada firmado en agosto de 1933.

#### 1916-1924: República Dominicana
Los marines estadounidenses invadieron la República Dominicana y ocuparon el país entre 1916 y 1924, en un período que estuvo precedido por otras intervenciones militares de Estados Unidos en 1903, 1904 y 1914. Durante la ocupación, la Marina de Estados Unidos asumió el control de los puestos clave del gobierno, así como del ejército y la policía dominicanos. Poco después de la invasión, el presidente Juan Isidro Jimenes renunció. En el conflicto murieron alrededor de 1,000 personas, incluidos 140 marines estadounidenses.

#### Primera Guerra Mundial

##### 1917-1919: Alemania
Después de la publicación del Telegrama Zimmermann, los Estados Unidos se unieron a la Primera Guerra Mundial el 6 de abril de 1917, declarando la guerra al Imperio Alemán, una monarquía. La administración de Woodrow Wilson estableció como requisito para la rendición de Alemania la abdicación del Káiser Guillermo II y la creación de una república alemana. Alemania se rindió el 11 de noviembre de 1918, y el Káiser abdicó el 28 de noviembre de ese mismo año. Aunque los Estados Unidos no ratificaron el Tratado de Versalles de 1919, este contó con una importante influencia de la delegación estadounidense. En dicho tratado, se ordenó la destitución del Káiser Guillermo II y su enjuiciamiento, aunque esta última medida nunca se llevó a cabo. Posteriormente, Alemania se transformó en la República de Weimar, una democracia liberal. Estados Unidos consolidó su posición con la firma del Tratado de Paz entre Alemania y Estados Unidos en 1921, formalizando los acuerdos alcanzados previamente con los demás miembros de la Entente.

##### 1917-1920: Austria-Hungría
El 7 de diciembre de 1917, los Estados Unidos declararon la guerra a Austria-Hungría, una monarquía, como parte de la Primera Guerra Mundial. Austria-Hungría se rindió el 3 de noviembre de 1918, y tras su disolución, Austria se convirtió en una república, firmando el Tratado de Saint Germain en 1919. Este tratado disolvió formalmente Austria-Hungría e incluyó una cláusula que prohibía a Austria unirse en el futuro con Alemania. Aunque los Estados Unidos influyeron significativamente en el tratado, no lo ratificaron y, en su lugar, firmaron el Tratado de Paz entre Estados Unidos y Austria en 1921, consolidando las nuevas fronteras y el gobierno de Austria en relación con los Estados Unidos. En Hungría, tras un breve conflicto civil, el Reino de Hungría se reorganizó como una monarquía sin monarca, gobernada por Miklós Horthy como regente. Hungría firmó el Tratado de Trianon en 1920 con la Entente, sin la participación de los Estados Unidos. Al igual que con Austria, los Estados Unidos firmaron el Tratado de Paz entre Estados Unidos y Hungría en 1921, consolidando sus relaciones y reconociendo las fronteras y el estatus del país.

##### 1918-1920: Rusia
En 1918, el ejército estadounidense participó en la intervención aliada en la guerra civil rusa, apoyando al movimiento blanco en un intento de derrocar a los bolcheviques. El presidente Woodrow Wilson autorizó el envío de 5,000 tropas del ejército de los Estados Unidos para esta campaña. Esta fuerza, conocida como la Fuerza Expedicionaria Estadounidense del Norte de Rusia (también llamada la Expedición del Oso Polar), llevó a cabo la Campaña del Norte de Rusia desde Arjánguelsk. Simultáneamente, otros 8,000 soldados estadounidenses, organizados como la Fuerza Expedicionaria Estadounidense de Siberia, participaron en la intervención en Siberia desde Vladivostok. Ambas misiones finalizaron con la retirada de las fuerzas estadounidenses en 1920.

## 1941-1945: Segunda Guerra Mundial y desenlace

### 1941-1952: Japón

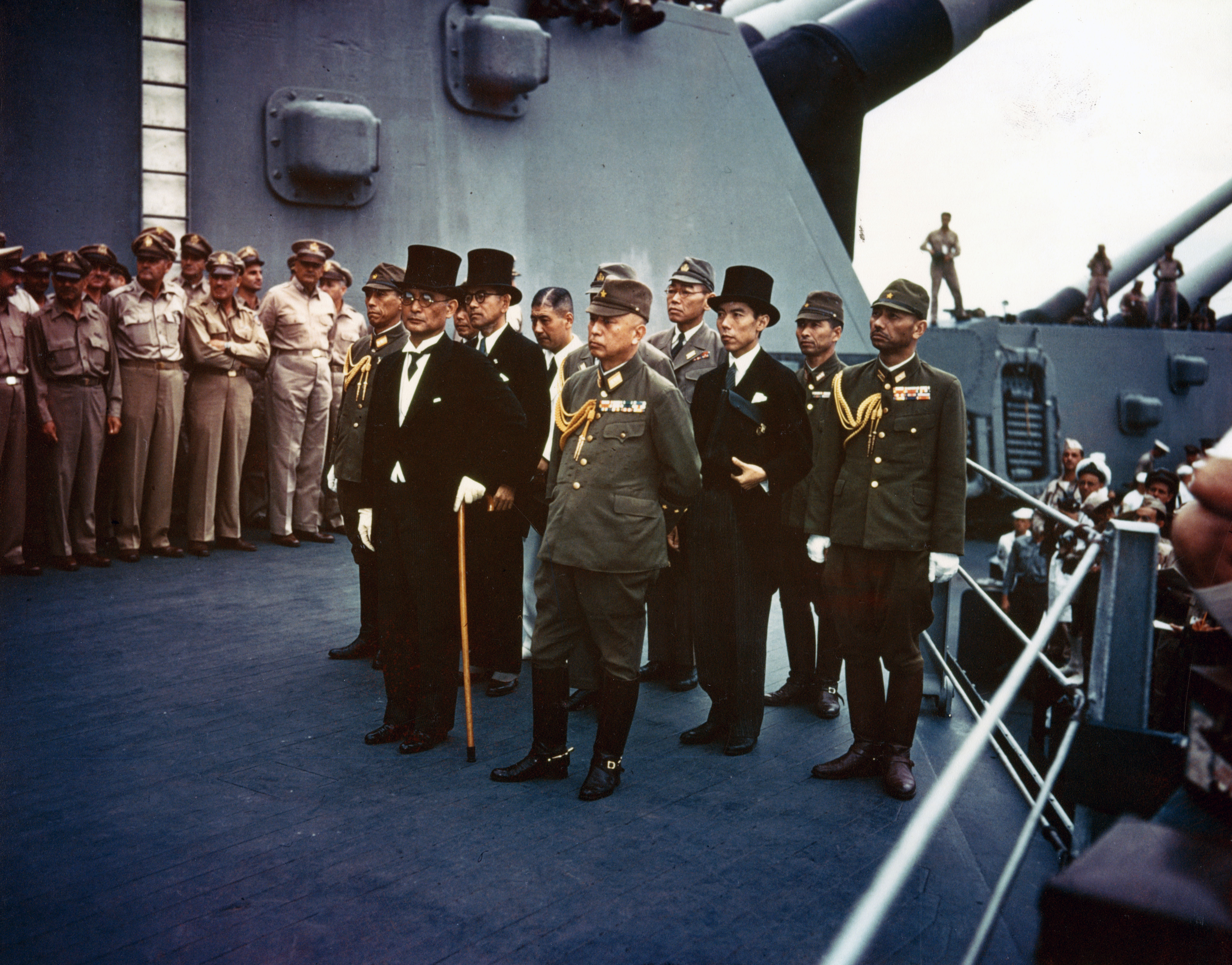
Representantes del Imperio del Japón a bordo del USS Missouri antes de la firma del Instrumento de Rendición

En diciembre de 1941, Estados Unidos se unió a los aliados en la guerra contra el Imperio japonés, una monarquía. Después de la victoria aliada, Japón fue ocupado por fuerzas aliadas bajo el mando del general estadounidense Douglas MacArthur. En 1946, la Dieta japonesa ratificó una nueva Constitución de Japón que seguía de cerca una "copia modelo" preparada por orden de MacArthur, y fue promulgada como una enmienda a la antigua Constitución Meiji de estilo prusiano. La Constitución renunció a la guerra de agresión y estuvo acompañada de la liberalización de muchas áreas de la vida japonesa. Si bien liberalizaron la vida para la mayoría de los japoneses, los Aliados juzgaron a muchos criminales de guerra japoneses y ejecutaron a algunos, al tiempo que concedieron amnistía a la familia del emperador Hirohito. La ocupación terminó con el Tratado de San Francisco. Tras la invasión estadounidense de Okinawa durante la Guerra del Pacífico, Estados Unidos instaló el Gobierno Militar de los Estados Unidos en las Islas Ryukyu. En virtud de un tratado con el gobierno japonés (Mensaje del Emperador), en 1950 la Administración Civil de los Estados Unidos de las Islas Ryukyu tomó el control y gobernó Okinawa y el resto de las Islas Ryukyu hasta 1972. Durante este "gobierno de administración fiduciaria", Estados Unidos construyó numerosas bases militares, incluidas bases que operaban armas nucleares. Muchos residentes locales se opusieron al gobierno estadounidense, lo que creó el movimiento independentista Ryukyu que luchó contra el gobierno estadounidense. 

### 1941-1949: Alemania
En diciembre de 1941, los Estados Unidos se unió a la campaña aliada contra la Alemania nazi, una dictadura fascista. Los Estados Unidos participó en la ocupación aliada y la desnazificación de la parte occidental de Alemania. Los ex nazis fueron sometidos a distintos niveles de castigo, dependiendo de cómo Estados Unidos evaluaba sus niveles de culpa. A finales de 1947, los aliados tenían detenidos a 90.000 nazis y a otros 1.900.000 se les prohibió trabajar como cualquier otra cosa que no fuera mano de obra manual. A medida que los alemanes asumieron cada vez más responsabilidad por Alemania, presionaron para poner fin al proceso de desnazificación, y los estadounidenses lo permitieron. En 1949 se formó una democracia liberal independiente, la República Federal de Alemania, una democracia parlamentaria en Alemania Occidental. El principal proceso de desnazificación llegó a su fin con las leyes de amnistía aprobadas en 1951.

### 1941-1946: Italia
En julio-agosto de 1943, Estados Unidos participó en la invasión aliada de Sicilia, encabezada por el Séptimo Ejército de Estados Unidos, bajo el mando del teniente general George S. Patton, en la que murieron más de 2000 militares estadounidenses, iniciando la Campaña Italiana que conquistó Italia del régimen fascista de Benito Mussolini y sus aliados alemanes nazis. Mussolini fue arrestado por orden del rey Víctor Manuel III, provocando una guerra civil. El rey nombró a Pietro Badoglio como nuevo primer ministro. Badoglio eliminó los últimos elementos del régimen fascista al prohibir el Partido Nacional Fascista y luego firmó un armisticio con las fuerzas armadas aliadas. El Ejército Real Italiano fuera de la península se derrumbó y sus territorios ocupados y anexados cayeron bajo control alemán. Italia capituló ante los aliados el 3 de septiembre de 1943. La mitad norte del país fue ocupada por los alemanes con la ayuda de los fascistas italianos y se convirtió en un estado títere colaboracionista, mientras que el sur fue gobernado por fuerzas monárquicas, que lucharon por la causa aliada como el Ejército Cobeligerante Italiano. La ofensiva final aliada comenzó el 9 de abril de 1945, consiguiendo penetrar totalmente en el frente alemán y ocupar Alemania y toda la llanura del Po. Las tropas alemanas trataron de retirarse a los Alpes, pero la guerra ya está tocando a su fin. El 28 de abril, Mussolini y su amante Clara Petacci intentan huir a Suiza, pero por el camino fueron capturados por partisanos italianos que les fusilaron, colgando sus cadáveres de los pies en la Piazzale Loreto de Milán.

### 1944-1946: Francia

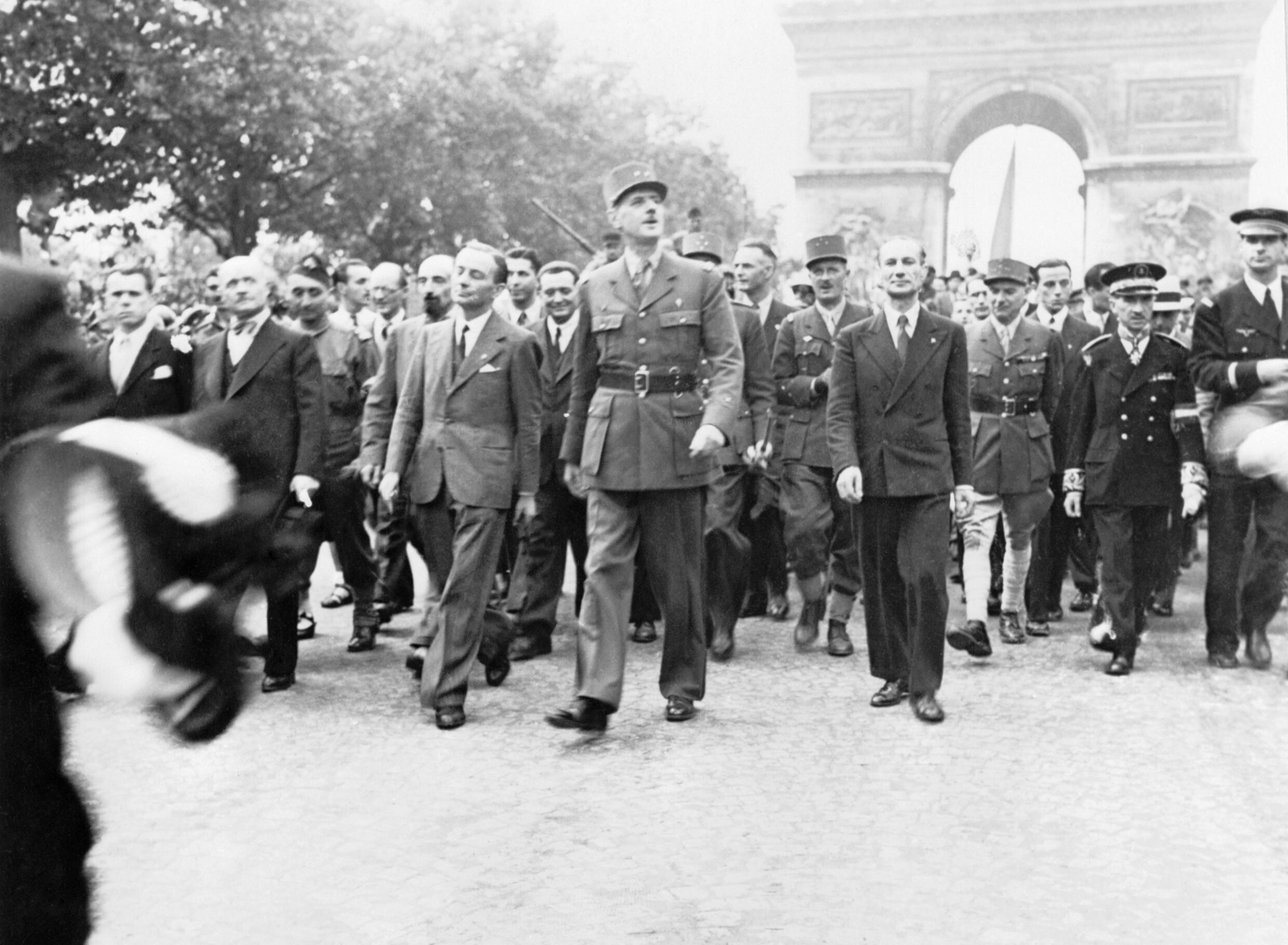
El general Charles de Gaulle y su séquito pasean orgullosos por los Campos Elíseos hasta la Catedral de Notre-Dame para una ceremonia de Te Deum tras la liberación de París el 25 de agosto de 1944.

Las fuerzas británicas, canadienses y estadounidenses fueron participantes fundamentales en la Operación Goodwood y la Operación Cobra, que condujeron a una ruptura militar que puso fin a la ocupación nazi de Francia. La verdadera liberación de París fue realizada por fuerzas francesas. Los franceses formaron el Gobierno Provisional de la República Francesa en 1944, lo que condujo a la formación de la Cuarta República Francesa en 1946.[cita requerida] La liberación de Francia se celebra regularmente hasta el día de hoy.

### 1944-1945: Bélgica

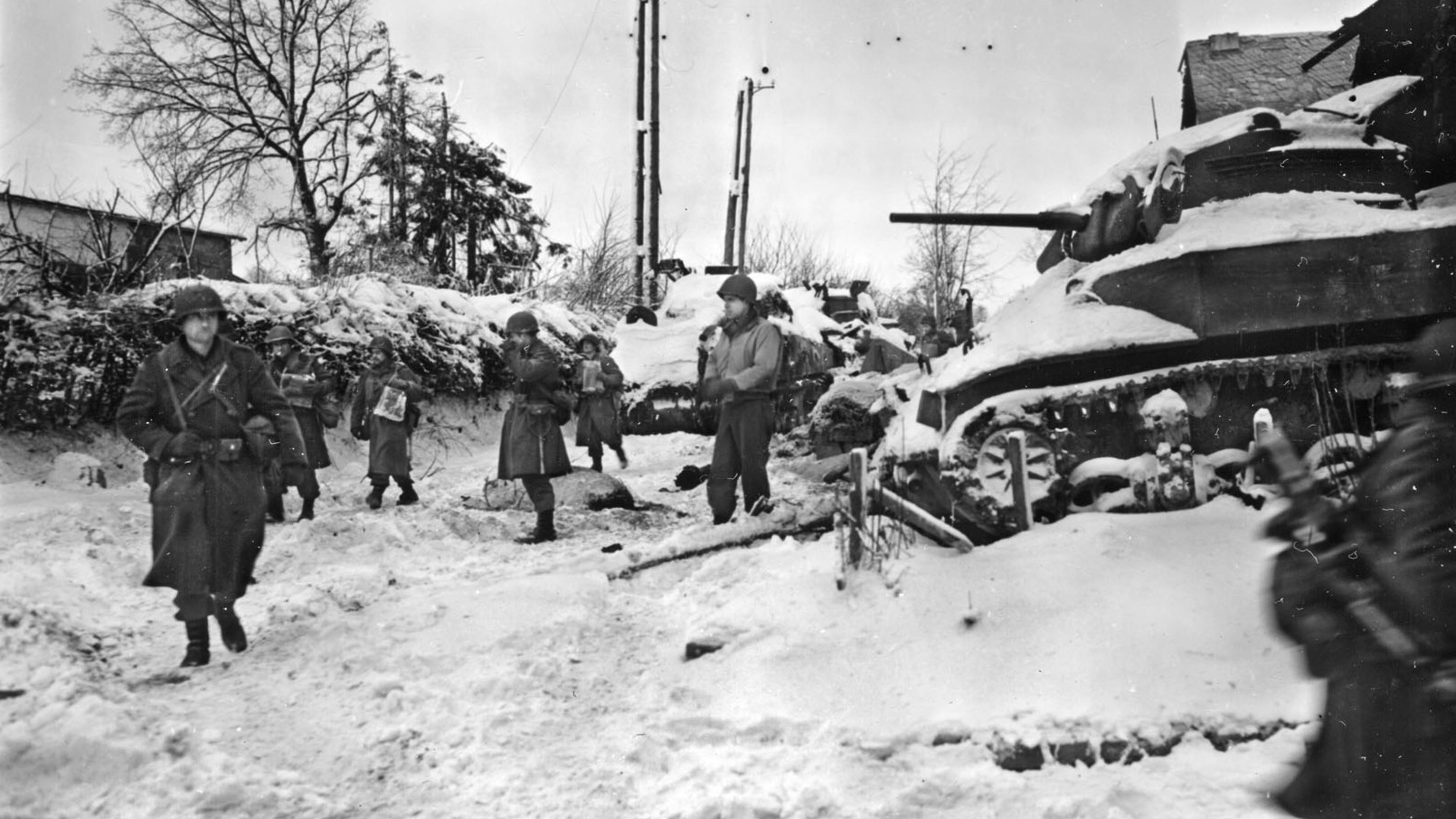
Tropas estadounidenses durante la Batalla de las Ardenas

Después de la invasión de 1940, Alemania creó el Reichskommissariat de Bélgica y el Norte de Francia para gobernar Bélgica. Las fuerzas estadounidenses, canadienses, británicas y otras fuerzas aliadas pusieron fin a la ocupación nazi de la mayor parte de Bélgica en septiembre de 1944. El Gobierno belga en el exilio, encabezado por el primer ministro Hubert Pierlot, regresó el 8 de septiembre. En diciembre, las fuerzas estadounidenses sufrieron más de 80.000 bajas defendiendo a Bélgica de un contraataque alemán en la Batalla de las Ardenas. En febrero de 1945, toda Bélgica estaba en manos de los Aliados. El año 1945 fue caótico. Pierlot dimitió y Achille Van Acker, del Partido Socialista Belga, formó un nuevo gobierno. Se produjeron disturbios por la cuestión real : el regreso del rey Leopoldo III. Aunque la guerra continuó, los belgas volvieron a tener el control de su propio país.

### 1944-1945: Países Bajos
Durante la ocupación nazi, los Países Bajos estaban gobernados por el Reichskommissariat Niederlande, dirigido por Arthur Seyss-Inquart. Las fuerzas británicas, canadienses y estadounidenses liberaron partes de los Países Bajos en septiembre de 1944. Sin embargo, tras el fracaso de la Operación Market Garden, la liberación de las ciudades más grandes tuvo que esperar hasta las últimas semanas de la Segunda Guerra Mundial en Europa. Las fuerzas británicas y estadounidenses cruzaron el Rin el 23 de marzo de 1945; las tropas de Canadá las siguieron y entraron en los Países Bajos desde el este. Las fuerzas alemanas restantes se rindieron el 5 de mayo, día que se celebra el Día de la Liberación en los Países Bajos. La reina Guillermina regresó el 2 de mayo; en 1946 se celebraron elecciones, que dieron lugar a un nuevo gobierno del primer ministro Louis Beel.

### 1945-1955: Austria
En 1938, Austria fue anexada a Alemania en el Anschluss. Muchos austriacos lucharon del lado de Alemania durante la Segunda Guerra Mundial. Después de la victoria aliada, los aliados trataron a Austria como una víctima de la agresión nazi, más que como un perpetrador. El Plan Marshall de los Estados Unidos proporcionó ayuda.
El Tratado de Estado de Austria de 1955 restableció a Austria como un estado libre, democrático y soberano y fue firmado por representantes de Estados Unidos, la Unión Soviética, el Reino Unido y Francia. Preveía la retirada de todas las tropas de ocupación y garantizaba la neutralidad de Austria en la Guerra Fría.

## 1945-1991: Guerra Fría

### Década de 1940

#### 1945-1948: Corea del Sur
El Imperio del Japón se rindió a los Estados Unidos en agosto de 1945, poniendo fin al dominio japonés de Corea. Bajo el liderazgo de Lyuh Woon-Hyung, se formaron Comités Populares en toda Corea para coordinar la transición hacia la independencia coreana. El 28 de agosto de 1945, estos comités formaron el gobierno nacional temporal de Corea, más tarde se le dio el nombre de República Popular de Corea (PRK). El 8 de septiembre de 1945, el gobierno de los Estados Unidos desembarcó fuerzas en Corea y posteriormente estableció el Gobierno Militar del Ejército de los Estados Unidos en Corea (USAMGK) para gobernar Corea al sur del paralelo 38.
En mayo de 1948, Syngman Rhee, que había vivido previamente en los Estados Unidos, ganó las elecciones presidenciales de Corea del Sur de 1948, que habían sido boicoteadas por la mayoría de los otros políticos y en las que la votación estaba limitada a los propietarios y los contribuyentes o, en ciudades más pequeñas, a los ancianos del pueblos que votaban por todos. Syngman Rhee, respaldado por el gobierno de los Estados Unidos, estableció un régimen autoritario que se coordinó estrechamente con el sector empresarial y duró hasta el derrocamiento de Rhee en 1961, lo que condujo a un otro régimen autoritario que duraría en última instancia hasta fines de la década de 1980.

#### 1947-1949: Grecia
Grecia había estado bajo ocupación del Eje desde 1941. Su gobierno en el exilio, no elegido y leal al rey Jorge II, tenía su sede en El Cairo. En el verano de 1944, las guerrillas comunistas, entonces conocidas como el Ejército Popular de Liberación Griego (ELAS), que habían sido armadas por las potencias occidentales, explotando el colapso gradual del Eje, afirmaron haber liberado casi toda Grecia fuera de Atenas de la ocupación del Eje, mientras que también atacaban y derrotaban a grupos partisanos rivales no comunistas, formando un gobierno rival no electo, el Comité Político de Liberación Nacional. El 12 de agosto de 1944, las fuerzas alemanas se retiraron del área de Atenas dos días antes del desembarco británico allí, poniendo fin a la ocupación.Las Fuerzas Armadas británicas junto con las fuerzas griegas bajo el control del gobierno griego (ahora un gobierno de unidad nacional dirigido por Konstantinos Tsaldaris, elegido en las elecciones legislativas griegas de 1946 boicoteadas por el Partido Comunista de Grecia) lucharon entonces por el control del país en la guerra civil griega contra los comunistas, que en ese momento se autoproclamaban como el Ejército Democrático de Grecia (DSE). A principios de 1947, el gobierno británico ya no podía afrontar el enorme coste de financiación de la guerra contra el DSE y, de conformidad con el Acuerdo de Porcentajes de octubre de 1944 entre Winston Churchill y Iósif Stalin, Grecia debía seguir siendo parte de la esfera de influencia occidental. En consecuencia, los británicos pidieron al gobierno de Estados Unidos que interviniera y este inundó el país con equipo militar, asesores militares y armas. : 553–554  : 129  Con el aumento de la ayuda militar estadounidense, en septiembre de 1949 el gobierno finalmente ganó, restaurando completamente el Reino de Grecia. : 616–617 

#### 1948: Costa Rica
El médico socialista cristiano Rafael Ángel Calderón Guardia, del Partido Republicano Nacional, fue elegido en 1944 y promovió reformas sociales generales. En las elecciones de 1948, la oposición ganó la presidencia pero perdió el Congreso. Esto llevó al Congreso a anular los resultados de las elecciones presidenciales pero no los resultados de las elecciones al Congreso; el mismo día de la anulación, el líder de la campaña de la oposición fue asesinado. Estos eventos llevaron a la efímera Guerra Civil costarricense de 1948, en la que Estados Unidos apoyó a la oposición y la Nicaragua gobernada por Somoza apoyó a Calderón. La guerra terminó con el gobierno de Calderón y condujo al breve gobierno de facto de 18 meses de José Figueres Ferrer. Sin embargo, Figueres también tenía algunas ideas de tendencia izquierdista y continuó el proceso de reforma social. Después de la guerra, la democracia se restableció rápidamente y durante casi 60 años se desarrolló en el país un sistema bipartidista integrado por los partidos calderonista y figuerista.

#### 1949-1953: Albania
Albania estaba sumida en el caos después de la Segunda Guerra Mundial. Sus vecinos más grandes lo amenazaron con anexarlo. Después de que Yugoslavia se retiró del Bloque Oriental, el pequeño país de Albania quedó geográficamente aislado del resto del Bloque Oriental.[cita requerida] Los Estados Unidos y el Reino Unido aprovecharon la situación y reclutaron a albaneses anticomunistas que habían huido después de la invasión soviética. Estados Unidos y el Reino Unido formaron el Comité Nacional de Albania Libre, integrado por muchos de los emigrados. Los albaneses reclutados fueron entrenados por los EE. UU. y el Reino Unido y se infiltraron en el país varias veces. Finalmente, la operación fue descubierta y muchos de los agentes huyeron, fueron ejecutados o juzgados. La operación sería un fracaso. La operación fue desclasificada en 2006, debido a la Ley de Divulgación de Crímenes de Guerra Nazi y ahora está disponible en los Archivos Nacionales.

#### 1949: Siria
El gobierno de Shukri al-Quwatli, reelegido en 1948, fue derrocado por una junta dirigida por el jefe del Estado Mayor del Ejército sirio en ese momento, Husni al-Za'im, quien se convirtió en presidente de Siria el 11 de abril de 1949. Za'im tenía amplias conexiones con agentes de la CIA, y rápidamente aprobó la construcción del oleoducto estadounidense TAPLINE en Siria, considerado un importante proyecto de la Guerra Fría y bloqueado por el gobierno de Quwatly antes del golpe. La naturaleza exacta de la participación de Estados Unidos en el golpe sigue siendo controvertida.

### Década de 1950

#### 1950-1953: Birmania y China
La guerra civil china había terminado recientemente, con la victoria de los comunistas y la derrota de los nacionalistas. Los nacionalistas se retiraron a zonas como Taiwán y el norte de Birmania. La Operación Paper comenzó a fines de 1950 o principios de 1951 luego de la participación china en la guerra de Corea. La Operación Paper implicó planes de la CIA utilizados por asesores militares de la CIA sobre el terreno en Birmania para ayudar a las incursiones del Kuomintang en el oeste de China durante varios años, bajo el mando del general Li Mi, con el liderazgo del Kuomintang esperando en algún momento recuperar China, a pesar de la oposición del Departamento de Estado de los EE. UU. Sin embargo, cada intento de invasión fue repelido por el ejército chino. El Kuomintang tomó el control de grandes franjas de Birmania, mientras que el gobierno de Birmania se quejaba repetidamente de la invasión militar ante las Naciones Unidas. En vuelos secretos desde Tailandia a Birmania, aviones CAT pilotados por pilotos contratados por la CIA trajeron armas estadounidenses y otros suministros al Kuomintang y en vuelos de regreso los aviones CAT transportaron opio del Kuomintang a los narcotraficantes del crimen organizado chino en Bangkok, Tailandia.

#### 1952: Egipto
En 1952, después de las protestas de enero en El Cairo en medio de un descontento nacionalista generalizado por la continua ocupación británica del Canal de Suez y la derrota de Egipto en la guerra árabe-israelí de 1948, el oficial de la CIA Kermit Roosevelt Jr. fue enviado por el Departamento de Estado para reunirse con Farouk I del Reino de Egipto. La política estadounidense en ese momento era convencer a Farouk de que introdujera reformas que debilitarían el atractivo de los radicales egipcios y estabilizarían su control del poder. Los Estados Unidos fue notificado con antelación del exitoso golpe de Estado de julio encabezado por oficiales militares egipcios nacionalistas y anticomunistas (los "Oficiales Libres") que reemplazaron la monarquía egipcia por la República de Egipto bajo el liderazgo de Mohamed Naguib y Gamal Abdel Nasser. El oficial de la CIA Miles Copeland Jr. contó en sus memorias que Roosevelt ayudó a coordinar el golpe durante tres reuniones anteriores con los conspiradores (incluido Nasser, el futuro presidente egipcio); esto no ha sido confirmado por documentos desclasificados pero está parcialmente respaldado por evidencia circunstancial. Roosevelt y varios de los egipcios que supuestamente estuvieron presentes en esas reuniones negaron el relato de Copeland; otro funcionario estadounidense, William Lakeland, dijo que su veracidad está abierta a dudas.

#### 1952: Guatemala
La Operación PBFortune, también conocida como Operación Fortune, fue una operación encubierta abortada de los Estados Unidos para derrocar al presidente guatemalteco Jacobo Árbenz en 1952. La operación fue autorizada por el presidente Harry Truman y planificada por la CIA. El plan implicaba proporcionar armas al oficial militar guatemalteco exiliado Carlos Castillo Armas, quien iba a liderar una invasión desde Nicaragua. 

#### 1952-1953: Irán
Desde 1941, Irán fue una monarquía constitucional gobernada por el Sha Mohammad Reza Pahlavi. Desde el descubrimiento de petróleo en Irán a finales del siglo XIX, las grandes potencias explotaron la debilidad del gobierno iraní para obtener concesiones que, según muchos, no le otorgaban a Irán una parte justa de los beneficios. Durante la Segunda Guerra Mundial, el Reino Unido, la URSS y los Estados Unidos se involucraron en los asuntos iraníes, incluida la invasión conjunta anglo-soviética de Irán en 1941. Los funcionarios iraníes comenzaron a notar que los impuestos británicos estaban aumentando mientras que las regalías hacia Irán disminuían. En 1948, Gran Bretaña recibía sustancialmente más ingresos de la Anglo-Iranian Oil Company (AIOC) que Irán. Las negociaciones para abordar esta y otras preocupaciones iraníes exacerbaron las tensiones en lugar de aliviarlas.El 15 de marzo de 1951, el Majlis, el parlamento iraní, aprobó una legislación defendida por el político reformista Mohammad Mosaddegh para nacionalizar la AIOC. Quince meses después, Mosadegh fue elegido primer ministro por el Majlis. Las empresas comerciales internacionales boicotearon entonces el petróleo de la industria petrolera nacionalizada iraní. Esto contribuyó a generar inquietud en Gran Bretaña y Estados Unidos acerca de que Mosadegh pudiera ser comunista. Se dice que contaba con el apoyo del Partido Comunista Tudeh. La CIA comenzó a apoyar a 18 de sus candidatos favoritos en las elecciones legislativas iraníes de 1952, que Mosaddegh suspendió después de que fueron elegidos diputados urbanos leales a él. El nuevo parlamento dio a Mosaddegh poderes de emergencia que debilitaron el poder del Sha, y hubo una lucha constitucional sobre los roles del Sha y el primer ministro. Gran Bretaña apoyó firmemente al Sha, mientras que Estados Unidos se mantuvo oficialmente neutral. Sin embargo, la posición de Estados Unidos cambió a finales de 1952 con la elección de Dwight D. Eisenhower como presidente. La CIA lanzó la Operación Ajax, dirigida por Kermit Roosevelt Jr., con la ayuda de Norman Darbyshire, para eliminar a Mosaddegh persuadiendo al Sha para que lo reemplazara, utilizando la diplomacia y el soborno. El golpe de Estado iraní de 1953 (conocido en Irán como el "golpe del 28 de Mordad"), fue instigado por las agencias de inteligencia del Reino Unido como el MI6 (bajo el nombre de "Operación Boot") y los Estados Unidos (bajo el nombre de "Proyecto TPAJAX"). El golpe supuso la transición de Pahlavi de un monarca constitucional a un régimen autoritario, que dependía en gran medida del apoyo del gobierno de Estados Unidos. Ese apoyo se disipó durante la Revolución iraní de 1979, cuando sus propias fuerzas de seguridad se negaron a disparar contra multitudes no violentas. La CIA no admitió su responsabilidad hasta el 60.º aniversario del golpe en agosto de 2013.

#### 1954: Guatemala
En una operación de la CIA de 1954 llamada en código Operación PBSuccess, el gobierno de Estados Unidos ejecutó un golpe de Estado que derrocó con éxito al gobierno del presidente Jacobo Árbenz, elegido en 1950, e instaló a Carlos Castillo Armas, el primero de una línea de dictadores de derecha, en su lugar. El gobierno estadounidense y la CIA estaban motivados por el objetivo ideológico de contención y por el temor a que las leyes contra la explotación laboral redujeran las ganancias de la empresa frutícola estadounidense la United Fruit Company, que estaba bien conectada con la CIA y la administración de Eisenhower. Al planificar la operación, la CIA mintió al presidente de los Estados Unidos cuando le informó sobre el número de heridos. El éxito percibido de la operación la convirtió en un modelo para futuras operaciones llevadas a cabo por la CIA.

#### 1956-1957: Siria
En 1956, la Operación Straggle fue un intento de golpe de Estado fallido contra el político civil nasserista Sabri al-Asali. La CIA hizo planes para un golpe de Estado para finales de octubre de 1956 para derrocar al gobierno sirio. El plan implicaba la toma de control por parte del ejército sirio de ciudades clave y cruces fronterizos. El plan se pospuso cuando Israel invadió Egipto en octubre de 1956 y los planificadores estadounidenses pensaron que su operación no tendría éxito en un momento en que el mundo árabe luchaba contra la "agresión israelí". La operación fue descubierta y los conspiradores estadounidenses tuvieron que huir del país. En 1957, la Operación Wappen fue un segundo plan de golpe de Estado contra Siria, planeado por Kermit Roosevelt Jr. de la CIA. En él se pedía el asesinato de altos funcionarios sirios clave, se organizaban incidentes militares en la frontera siria que se atribuían a Siria y luego se utilizaban como pretexto para la invasión de tropas iraquíes y jordanas, se lanzaba una intensa campaña de propaganda estadounidense dirigida contra la población siria y se atribuían a Damasco "sabotaje, conspiraciones nacionales y diversas actividades de mano dura". Esta operación fracasó cuando oficiales militares sirios, pagados con millones de dólares en sobornos para llevar a cabo el golpe, revelaron el complot a la inteligencia siria. El Departamento de Estado de Estados Unidos negó la acusación de un intento de golpe de Estado y junto con los medios estadounidenses acusó a Siria de ser un "satélite" de la URSS. Hubo también un tercer plan en 1957, llamado "El Plan Preferido". Junto con el MI6 británico, la CIA planeó apoyar y armar varios levantamientos. Sin embargo, este plan nunca se llevó a cabo.

#### 1957-1959: Indonesia
A partir de 1957, el presidente Dwight D. Eisenhower ordenó a la CIA derrocar a Sukarno. La CIA apoyó la fallida rebelión Permesta protagonizada por oficiales militares rebeldes indonesios en febrero de 1958. Los pilotos de la CIA, como Allen Lawrence Pope, pilotearon aviones operados por la organización fachada de la CIA, Civil Air Transport (CAT), que bombardearon lugares civiles y militares en Indonesia. La CIA ordenó a los pilotos del CAT atacar a los barcos comerciales para asustar a los buques mercantes extranjeros y alejarlos de las aguas indonesias, debilitando así la economía indonesia y desestabilizando así al gobierno del país. El bombardeo aéreo de la CIA provocó el hundimiento de varios barcos comerciales y el bombardeo de un mercado que mató a muchos civiles. Pope fue derribado y capturado el 18 de mayo de 1958, lo que revela la participación de Estados Unidos, que Eisenhower negó públicamente en ese momento. La rebelión apoyada por los Estados Unidos fue finalmente derrotada en 1961.

#### 1959: Irak
Preocupado por la influencia del Partido Comunista Iraquí (PCI) en la administración del Brigadier Abd al-Karim Qasim, el presidente Eisenhower cuestionó que "podría ser una buena política ayudar a [Gamal Abdel Nasser] a tomar el poder en Irak", recomendando que se le proporcionara a Nasser "dinero y apoyo", por lo que Estados Unidos "se acercó cada vez más a Egipto con respecto a Qasim e Irak". Después de que Irak se retiró de la alianza antisoviética -el Pacto de Bagdad- el Consejo de Seguridad Nacional de Estados Unidos (NSC) propuso varias contingencias para prevenir una toma de poder comunista del país, y "pronto desarrolló un plan detallado para ayudar a los elementos nacionalistas comprometidos con el derrocamiento de Qasim". Estados Unidos también "se acercó a Nasser para discutir 'medidas paralelas' que podrían tomar los dos países contra Irak". Durante una reunión del Consejo de Seguridad Nacional el 24 de septiembre, dos representantes del Departamento de Estado instaron a adoptar una actitud cautelosa, mientras que los otros doce representantes, a saber, de la CIA y el Departamento de Defensa, "se propusieron firmemente una política más activa hacia Irak". Un representante de la CIA señaló que hay un "pequeño arsenal [de armas] en la zona" y que la CIA "podría apoyar a elementos en Jordania y la República Árabe Unida para ayudar a los iraquíes a volver a Irak". Ese mismo día, el Consejo de Seguridad Nacional también prepararía un estudio que pedía "asistencia encubierta a los esfuerzos egipcios por derrocar a Qasim" y "preparar el liderazgo político para un gobierno sucesor". Bryan R. Gibson escribe que "no hay documentación que vincule directamente a Estados Unidos con ninguno de los muchos intentos encubiertos de Nasser por derrocar al régimen de Qasim". Sin embargo, Brandon Wolfe-Hunnicutt afirma que Estados Unidos emitió su "apoyo tácito a los esfuerzos egipcios para derrocar [al gobierno de Qasim]", y Kenneth Osgood escribe que "la evidencia circunstancial en los registros desclasificados sugiere que... [l]os Estados Unidos estaban trabajando con Nasser en algún nivel, incluso si no se conoce la naturaleza precisa de esa colaboración". Los documentos contemporáneos relacionados con las operaciones de la CIA en Irak han permanecido clasificados o muy censurados, lo que "permite una negación plausible".
Richard Sale de United Press International (UPI), citando al ex diplomático y funcionario de inteligencia estadounidense, Adel Darwish, y otros expertos, informó que el fallido intento de asesinato del 7 de octubre de 1959 contra Qasim, que involucró a un joven Saddam Hussein y otros conspiradores baazistas, fue una colaboración entre la CIA y la inteligencia egipcia. Gibson ha refutado el relato de Sale y Darwish, concluyendo que los documentos desclasificados disponibles muestran que "aunque Estados Unidos estaba al tanto de varios complots contra Qasim, todavía se había adherido a una política de no intervención". Wolfe-Hunnicutt observa que "parece más probable que fuera el 7 de octubre lo que atrajo la atención del gobierno estadounidense hacia el Baath". Por otra parte, Osgood escribe que "la evidencia circunstancial es tal que no se puede descartar la posibilidad de una colaboración entre Estados Unidos y la República Árabe Unida de Uzbekistán con activistas del Partido Baath", concluyendo que: "Cualquiera que sea la validez de las acusaciones [de Sale], al menos los documentos desclasificados actualmente revelan que funcionarios estadounidenses estaban considerando activamente varios complots contra Qasim y que la CIA estaba acumulando activos para operaciones encubiertas en Irak". Los asesinos, incluido Saddam, escaparon a El Cairo, Egipto, "donde disfrutaron de la protección de Nasser durante el resto del mandato de Qasim en el poder". Uno de los conspiradores involucrados en el intento de asesinato, Hazim Jawad, "recibió entrenamiento del servicio de inteligencia de la UAR en telegrafía inalámbrica clandestina", antes de regresar a Irak en 1960 para coordinar "operaciones de radio clandestinas para la UAR". Wolfe-Hunnicutt escribe que en el período 1959-1960, durante el "pico de la colaboración de inteligencia entre Estados Unidos y la UAR... [e]s muy posible que Jawad se volviera familiar para la inteligencia estadounidense", ya que un cable del Departamento de Estado de 1963 lo describió como "uno de nuestros muchachos". De manera similar, es posible que Saddam visitara la embajada de Estados Unidos en El Cairo, y algunas pruebas sugieren que estaba "en contacto frecuente con funcionarios y agentes de inteligencia estadounidenses". Un exfuncionario estadounidense de alto rango dijo a Marion Farouk-Sluglett y Peter Sluglett que los baazistas iraquíes, incluido Saddam, "habían establecido contacto con las autoridades estadounidenses a fines de los años 1950 y principios de los años 1960".

#### 1959-1963: Vietnam del Sur
En 1959, se formó una rama del Partido del Trabajador de Vietnam en el sur del país y comenzó una insurgencia contra la República de Vietnam (RdV). Fueron suministrados a través del Grupo 559, que fue formado el mismo año por Vietnam del Norte para enviar armas a lo largo de la Ruta Ho Chi Minh. Los Estados Unidos apoyó al RdV contra los comunistas. Después de las elecciones estadounidenses de 1960, el presidente John F. Kennedy se involucró mucho más en la lucha contra la insurgencia. Desde mediados de 1963, la administración Kennedy se sintió cada vez más frustrada con el gobierno corrupto y represivo del presidente survietnamita Ngo Dinh Diem y su persecución de la mayoría budista. Ante la negativa de Diem a adoptar reformas, los funcionarios estadounidenses debatieron si deberían apoyar los esfuerzos para reemplazarlo. Estos debates cristalizaron después de que las Fuerzas Especiales del ARVN, que recibían órdenes directamente del palacio, atacaran templos budistas en todo el país, dejando un saldo de muertos estimado en cientos, y resultaron en el envío del Cable 243 el 24 de agosto de 1963, que instruía al Embajador de los Estados Unidos en Vietnam del Sur, Henry Cabot Lodge Jr., a "examinar todos los posibles liderazgos alternativos y hacer planes detallados sobre cómo podríamos lograr el reemplazo de Diem si esto llegara a ser necesario". Lodge y su oficial de enlace, Lucien Conein, se pusieron en contacto con oficiales descontentos del Ejército de la República de Vietnam y les dieron garantías de que Estados Unidos no se opondría a un golpe ni respondería con recortes de ayuda. Estos esfuerzos culminaron en un golpe de Estado el 1 y 2 de noviembre de 1963, durante el cual Diem y su hermano fueron asesinados. A finales de 1963, el Viet Cong adoptó una estrategia mucho más agresiva en la lucha contra el gobierno del Sur y los Estados Unidos.

#### 1959-1962: Cuba

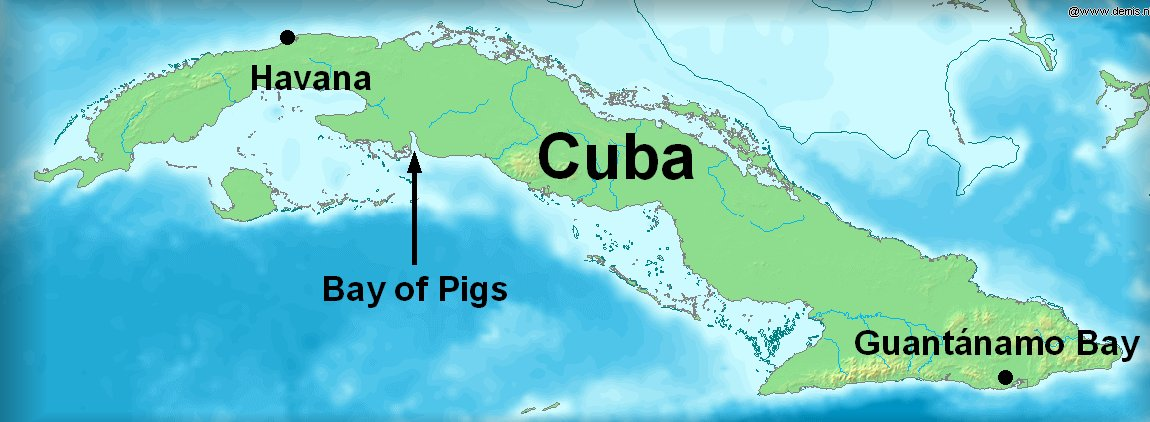
Ubicación de bahía de Cochinos en Cuba

Fulgencio Batista fue un dictador militar que tomó el poder en Cuba en marzo de 1952 mediante un golpe de Estado y fue apoyado por el gobierno de Estados Unidos hasta marzo de 1958. Su régimen fue derrocado el 31 de diciembre de 1958, poniendo así fin a la Revolución Cubana liderada por Fidel Castro y su Movimiento 26 de Julio. Castro se convirtió en presidente en febrero de 1959. La CIA respaldó una fuerza compuesta por exiliados cubanos entrenados por la CIA para invadir Cuba con apoyo y equipo del ejército estadounidense, en un intento de derrocar al gobierno de Castro. La invasión se lanzó en abril de 1961, tres meses después de que John F. Kennedy asumiera la presidencia de los Estados Unidos, pero las fuerzas armadas cubanas derrotaron a los combatientes invasores en tres días. La Operación MANGOSTA fue un esfuerzo de un año del gobierno de Estados Unidos para derrocar al gobierno de Cuba. La operación incluyó un embargo contra Cuba, "para inducir al régimen comunista a no satisfacer las necesidades económicas de Cuba", una iniciativa diplomática para aislar a Cuba y operaciones psicológicas "para volver cada vez más el resentimiento del pueblo contra el régimen". La parte de guerra económica de la operación también incluyó la infiltración de agentes de la CIA para llevar a cabo muchos actos de sabotaje contra objetivos civiles, como un puente ferroviario, unas instalaciones de almacenamiento de melaza, una planta de energía eléctrica y la zafra azucarera, a pesar de las reiteradas solicitudes de Cuba al gobierno de los Estados Unidos para que cesara sus operaciones armadas. Además, la CIA planeó una serie de intentos de asesinato contra Fidel Castro, jefe de Gobierno de Cuba, incluidos intentos que implicaron la colaboración de la CIA con la mafia estadounidense. En abril de 2021, documentos publicados por el Archivo de Seguridad Nacional mostraron que la CIA también estuvo involucrada en un complot para asesinar a Raúl Castro en 1960.

#### 1959: Camboya

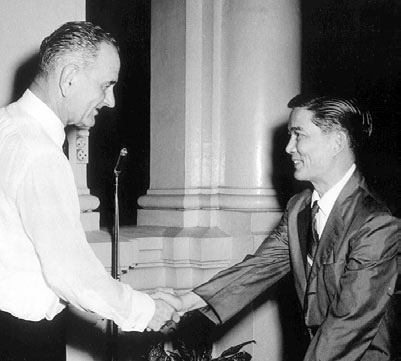
Ngo Dinh Nhu se reúne con el vicepresidente estadounidense Lyndon Johnson en 1961

En diciembre de 1958, Ngo Dinh Nhu —el hermano menor y asesor principal de Ngo Dinh Diem— abordó la idea de un golpe de Estado para derrocar al líder camboyano Norodom Sihanouk. Nhu se puso en contacto con Dap Chhuon, el ministro del Interior de Sihanouk, conocido por sus simpatías proestadounidenses, para preparar el golpe contra su jefe. Chhuon recibió ayuda financiera y militar encubierta de Tailandia, Vietnam del Sur y la CIA. En enero de 1959, Sihanouk se enteró de los planes del golpe a través de intermediarios que estaban en contacto con Chhuon. Al mes siguiente, Sihanouk envió al ejército para capturar a Chhuon, quien fue ejecutado sumariamente tan pronto como fue capturado, poniendo fin de manera efectiva al intento de golpe. Sihanouk acusó entonces a Vietnam del Sur y a los Estados Unidos de planear el intento de golpe. Seis meses después, el 31 En agosto de 1959, un pequeño regalo lacado, que estaba provisto de un paquete bomba, fue entregado en el palacio real. Una investigación rastreó el origen del paquete bomba hasta una base militar estadounidense en Saigón. Aunque Sihanouk acusó públicamente a Ngo Dinh Nhu de ser el autor intelectual del ataque con bomba, en secreto sospechó que Estados Unidos también estaba involucrado. El incidente profundizó su desconfianza hacia los EE. UU.

### Década de 1960

#### 1960-1965: Congo-Leopoldville
Patrice Lumumba fue elegido primer primer ministro de la República del Congo, hoy República Democrática del Congo, en mayo de 1960, y en junio de 1960, el país logró la independencia total de Bélgica. En julio, estalló la crisis del Congo con un motín en el ejército, seguido por la secesión de las regiones de Katanga y Kasai del Sur con el apoyo de Bélgica, que deseaba mantener el poder sobre los recursos de la región. Lumumba pidió ayuda a las Naciones Unidas, pero la fuerza de la ONU sólo aceptó mantener la paz y no detener los movimientos separatistas. Lumumba aceptó entonces recibir ayuda de la URSS para frenar a los separatistas, preocupando a Estados Unidos debido al suministro de uranio al país. En un principio, la administración de Eisenhower planeó envenenarlo con su pasta de dientes, pero la idea fue abandonada. La CIA envió al oficial Sydney Gottlieb con un veneno para que se pusiera en contacto con un agente africano de la CIA cuyo nombre en código era WI/Rogue, que debía asesinar a Lumumba, pero Lumumba se escondió antes de que se completara la operación. Estados Unidos alentó a Mobutu Sese Seko, un coronel del ejército, a derrocarlo, lo que hizo el 14 de septiembre de 1960. Tras ser encerrado en prisión, Mobutu lo envió a Katanga, donde fue ejecutado poco después, el 17 de enero de 1961. Después del asesinato de Lumumba, Estados Unidos comenzó a financiar a Mobutu para protegerlo de los separatistas y la oposición. Muchos de los partidarios de Lumumba se dirigieron al este y formaron la República Libre del Congo, con capital en Stanleyville, en oposición al gobierno de Mobutu. Finalmente, el gobierno de Stanleyville acordó reunirse con el gobierno de Leopoldville bajo el mando de este último, sin embargo, en 1963, los partidarios de Lumumba formaron otro gobierno separado en el este del país y lanzaron la rebelión de Simba. La rebelión contó con el apoyo de la Unión Soviética y de muchos otros países del Bloque Oriental. En noviembre de 1964, Estados Unidos y Bélgica lanzaron la Operación Dragón Rojo para rescatar a los rehenes tomados por los rebeldes Simba en Stanleyville. La operación fue un éxito y expulsó a los rebeldes Simba de la ciudad, dejándolos en desorden. Los simbas fueron finalmente derrotados al año siguiente por el ejército congoleño. Después de las elecciones de marzo de 1965, Mobutu Sese Seko lanzó un segundo golpe en noviembre con el apoyo de Estados Unidos y otras potencias. Mobutu Sese Seko afirmó que la democracia volvería en cinco años y que al principio era popular. Sin embargo, en lugar de eso asumió poderes cada vez más autoritarios y acabó convirtiéndose en el dictador del país.

#### 1960: Laos
En agosto de 1960, el capitán Kong Le con su batallón de paracaidistas del Ejército Real Lao tomó el control de la ciudad capital administrativa de Vientián en un golpe incruento sobre una plataforma "neutralista" con los objetivos declarados de poner fin a la guerra civil que azotaba a Laos, poner fin a la interferencia extranjera en el país, poner fin a la corrupción causada por la ayuda extranjera y un mejor trato para los soldados. Con el apoyo de la CIA, el mariscal de campo Sarit Thanarat, primer ministro de Tailandia, creó un grupo encubierto de las Fuerzas Armadas Reales Tailandesas, llamado Kaw Taw. Kaw Taw, junto con la CIA, apoyó un contragolpe en noviembre de 1960 contra el nuevo gobierno neutralista en Vientián, suministrando artillería, artilleros y asesores al general Phoumi Nosavan, primo hermano de Sarit. También desplegó la Unidad de Refuerzo Aéreo de la Policía (PARU) en operaciones dentro de Laos, patrocinadas por la CIA. Con la ayuda de la organización fachada de la CIA, Air America, para transportar suministros de guerra por aire y con otra asistencia militar estadounidense y ayuda encubierta desde Tailandia, las fuerzas del general Phoumi Nosavan capturaron Vientián en noviembre de 1960.

#### 1961: República Dominicana
En mayo de 1961, el gobernante de la República Dominicana, Rafael Trujillo, fue asesinado con armas suministradas por la CIA. Un memorando interno de la CIA afirma que una investigación de la Oficina del Inspector General sobre el asesinato realizada en 1973 reveló "una participación bastante amplia de la Agencia con los conspiradores". La CIA describió su papel en el "cambio" del gobierno de la República Dominicana como un "éxito", ya que ayudó a que el país pasara de ser una dictadura totalitaria a una democracia de estilo occidental. " Juan Bosch, un anterior beneficiario de fondos de la CIA, fue elegido presidente de la República Dominicana en 1962 y fue depuesto en 1963.

#### 1963: Irak

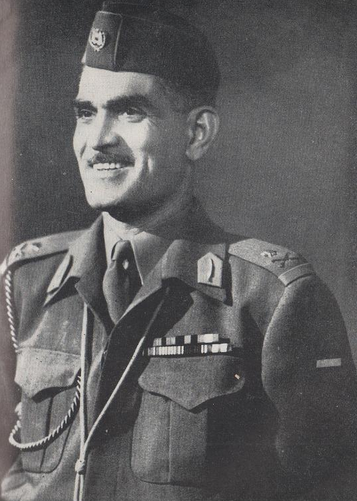
Durante el golpe, el Partido Baath ejecutó al primer ministro iraquí, el brigadier Abd al-Karim Qasim (en la foto), y profanó su cadáver en la televisión iraquí.

Desde hace tiempo se sospecha que el Partido Baaz colaboró con la CIA en la planificación y ejecución del violento golpe que derrocó al líder iraquí, el brigadier Abd al-Karim Qasim, el 8 de febrero de 1963. Los documentos contemporáneos pertinentes relacionados con las operaciones de la CIA en Irak han permanecido clasificados y, a partir de 2021, "los académicos apenas están comenzando a descubrir hasta qué punto Estados Unidos estuvo involucrado en la organización del golpe", pero están "divididos en sus interpretaciones de la política exterior estadounidense". Bryan R. Gibson, escribe que, aunque "[e]s aceptado entre los académicos que la CIA... ayudó al Partido Baaz a derrocar al régimen [de Qasim]", "salvo que se publique nueva información, la preponderancia de la evidencia corrobora la conclusión de que la CIA no estuvo detrás del golpe Baazista de febrero de 1963". Peter Hahn sostiene que "los documentos del gobierno estadounidense desclasificados no ofrecen evidencia que respalde" las sugerencias de una participación directa de Estados Unidos. Por otra parte, Brandon Wolfe-Hunnicutt cita "pruebas contundentes de un papel estadounidense" y que documentos desclasificados públicamente "corroboran en gran medida la plausibilidad" de la participación de la CIA en el golpe. Eric Jacobsen, citando el testimonio de destacados baazistas contemporáneos y funcionarios del gobierno de Estados Unidos, afirma que "existen pruebas suficientes de que la CIA no sólo tuvo contactos con el Baaz iraquí a principios de los años sesenta, sino que también colaboró en la planificación del golpe". Nathan J. Citino escribe que "Washington respaldó el movimiento de oficiales militares vinculados al partido panárabe Baaz que derrocó a Qasim", pero que "no se puede establecer plenamente el alcance de la responsabilidad estadounidense sobre la base de los documentos disponibles", y que "aunque Estados Unidos no inició el golpe del 14 de Ramadán, en el mejor de los casos condonó y en el peor contribuyó a la violencia que le siguió". Los líderes baasistas mantuvieron relaciones de apoyo con funcionarios estadounidenses antes, durante y después del golpe. Un memorándum del Departamento de Estado de marzo de 1964 afirmaría que los "oficiales estadounidenses cultivaron asiduamente" una "organización estudiantil Baathi, que desencadenó la revolución del 8 de febrero de 1963 al patrocinar una huelga estudiantil exitosa en la Universidad de Bagdad ", y según Wolfe-Hunnicutt, los documentos en la Biblioteca Kennedy sugieren que la administración Kennedy consideraba a dos destacados funcionarios baasistas como "activos".
El alto funcionario del Consejo de Seguridad Nacional, Robert Komer, escribió al presidente John F. Kennedy el 8 de febrero de 1963 que el golpe iraquí "es casi con certeza una ganancia neta para nuestro lado". ... La CIA tenía excelentes informes sobre la conspiración, pero dudó que ellos o el Reino Unido deban atribuirse mucho mérito por ello." Estados Unidos ofreció apoyo material al nuevo gobierno baazista después del golpe, en medio de una purga anticomunista y atrocidades iraquíes contra rebeldes kurdos y civiles, y aunque es poco probable que los baazistas hubieran necesitado ayuda para identificar a los comunistas iraquíes, se cree ampliamente que la CIA proporcionó a la Guardia Nacional Baazista listas de comunistas y otros izquierdistas, que luego fueron arrestados o asesinados. Gibson enfatiza que los Baazistas compilaron sus propias listas, citando informes de la Oficina de Inteligencia e Investigación. Por otra parte, Citino y Wolfe-Hunnicutt consideran que las afirmaciones son plausibles porque la embajada de Estados Unidos en Irak había compilado esas listas, se sabía que estaban en contacto con la Guardia Nacional durante la purga y porque los miembros de la Guardia Nacional involucrados en la purga recibieron entrenamiento en Estados Unidos. Además, Wolfe-Hunnicutt, citando la doctrina estadounidense contemporánea de contrainsurgencia, señala que las afirmaciones "serían consistentes con la doctrina estadounidense de guerra especial" con respecto al apoyo encubierto de Estados Unidos a los equipos anticomunistas "Hunter-Killer" "que buscan el derrocamiento violento de un gobierno dominado y apoyado por los comunistas", y establece paralelismos con otras operaciones de la CIA en las que se compilaron listas de presuntos comunistas, como Guatemala en 1954 e Indonesia en 1965-66.

#### 1964: Brasil
Desde la Revolución Cubana, Estados Unidos comenzó a vigilar a América Latina para mantener fuera a cualquier gobierno socialista y en 1961, cuando el presidente brasileño Jânio Quadros renunció y el vicepresidente João Goulart asumió el poder después del escándalo de la Campaña de Legalidad, Estados Unidos comenzó a preocuparse, ya que João Goulart ya había mostrado simpatía por el socialismo, y lentamente, la relación entre Brasil y Estados Unidos comenzó a deteriorarse, con Washington mostrándose favorable a incitar un golpe de Estado para derrocarlo. Cuando João Goulart empezó a hablar de una reforma agraria, muchos grupos, especialmente en el ejército, comenzaron a conspirar contra él, y la idea de un golpe de Estado para derrocarlo surgió y ganó fuerza entre la población y el ejército brasileño. El caos político se produciría hasta la Marcha de la Familia con Dios por la Libertad, en la que muchos de los opositores a João Goulart salieron a las calles a protestar contra él. Cuando estalló el golpe de Estado el 31 de marzo de 1964, Estados Unidos envió su Armada y la Fuerza Aérea para ayudar a los rebeldes militares a través de la Operación Hermano Sam. Cuando el golpe de Estado tuvo éxito y João Goulart fue derrocado, una dictadura militar de derecha asumió el poder y terminó gobernando el país hasta marzo de 1985. Los Estados Unidos también apoyaría la dictadura militar brasileña a través de la Operación Cóndor.

#### 1964: Guayana británica
Según el autor John Prados, la CIA llevó a cabo una campaña política encubierta contra el primer ministro izquierdista Cheddi Jagan debido al temor a la expansión de la Revolución Cubana por el continente americano. La CIA apoyó a los sindicatos durante una huelga contra Jagan en 1963 y financió a partidos políticos rivales durante las elecciones de 1964, a la vez que estableció el Partido de la Justicia como fachada de la CIA. La violencia política se intensificó, con casi 200 asesinatos y el atentado con bomba en la sede del Partido Progresista del Pueblo (PPP) de Jagan.

#### 1965-1967: Indonesia
Oficiales subalternos del ejército y el comandante de la guardia del palacio del presidente Sukarno acusaron a altos oficiales de las Fuerzas Armadas Nacionales de Indonesia de planear un golpe de Estado respaldado por la CIA contra Sukarno y mataron a seis generales de alto rango el 1 de octubre de 1965 en lo que se denominó el Movimiento 30 de Septiembre. El movimiento fracasó y posteriormente el Partido Comunista de Indonesia (PKI) fue acusado de planear el asesinato de los seis generales en una campaña de propaganda lanzada por el ejército. Se incitó a turbas civiles a atacar a quienes se creía que eran partidarios del PKI y a otros opositores políticos. Las fuerzas del gobierno indonesio, con la colaboración de algunos civiles, perpetraron matanzas en masa durante muchos meses. Los investigadores estiman que el número de civiles muertos oscila entre medio millón y más de un millón. El embajador de Estados Unidos, Marshall Green, alentó a los líderes militares a actuar con fuerza contra los oponentes políticos.
En 2017, documentos desclasificados de la Embajada de Estados Unidos en Yakarta confirmaron que Estados Unidos tenía conocimiento, facilitó y alentó asesinatos en masa para sus propios intereses geopolíticos. En 1990, diplomáticos estadounidenses admitieron ante la periodista Kathy Kadane que habían proporcionado al ejército indonesio miles de nombres de supuestos partidarios del PKI y otros supuestos izquierdistas, y que los funcionarios estadounidenses luego tacharon de sus listas a los que habían sido asesinados. La base de apoyo del presidente Sukarno fue en gran parte aniquilada o encarcelada y el resto aterrorizado, lo que le permitió verse obligado a dejar el poder en 1967 y ser reemplazado por un régimen militar autoritario dirigido por Suharto. El historiador John Roosa afirma que "casi de la noche a la mañana, el gobierno indonesio pasó de ser una voz feroz en defensa de la neutralidad de la guerra fría y del antiimperialismo a un socio silencioso y dócil del orden mundial estadounidense". : 158 Esta campaña se considera un importante punto de inflexión en la Guerra Fría y tuvo tal éxito que sirvió como modelo para otros golpes de Estado respaldados por Estados Unidos y campañas de exterminio anticomunista en Asia y América Latina.

### Década de 1970

#### 1970-1979: Camboya
El príncipe Norodom Sihanouk, que llegó al poder en las elecciones parlamentarias de 1955, había mantenido durante años al Reino de Camboya fuera de la guerra de Vietnam siendo amistoso con China y Vietnam del Norte, y había integrado a los partidos de izquierda en la política dominante. Sin embargo, en 1967 se produjo un levantamiento de izquierdas y al año siguiente los Jemeres Rojos comunistas iniciaron una insurgencia contra el príncipe. Después de la Ofensiva Tet de 1968, Sihanouk se convenció de que Vietnam del Norte iba a perder la guerra, por lo que mejoró las relaciones con Estados Unidos. En marzo de 1970, Sihanouk fue depuesto por el general derechista Lon Nol tras una moción de censura en la Asamblea Nacional de Camboya y, en octubre de 1970, Lon Nol declaró la República Jemer, poniendo fin oficialmente al Reino y comenzando un período de dictadura militar. El derrocamiento se produjo tras el proceso constitucional de Camboya y la mayoría de los relatos destacan la primacía de los actores camboyanos en la destitución de Sihanouk. Los historiadores están divididos sobre el grado de participación de Estados Unidos en el derrocamiento o su conocimiento previo del mismo, pero hay un consenso emergente que postula cierta culpabilidad por parte de la inteligencia militar estadounidense. Hay evidencia de que "ya a fines de 1968" Lon Nol lanzó la idea de un golpe de Estado a la inteligencia militar estadounidense para obtener el consentimiento y el apoyo militar de Estados Unidos para tomar medidas contra el príncipe Sihanouk y su gobierno.
El golpe desestabilizó aún más al país y marcó el comienzo de años de guerra civil que, a partir de 1970, se libró entre las fuerzas de Lon Nol y los Jemeres Rojos comunistas. Sihanouk creó un gobierno en el exilio llamado GRUNK que se alió con los Jemeres Rojos para luchar contra Lon Nol como enemigo común. Para impedir que los Jemeres Rojos tomaran el poder en el país y también para interrumpir las líneas de suministro norvietnamitas que pasaban por Camboya, Richard Nixon y Henry Kissinger aprobaron un bombardeo estadounidense intensificado en el campo, en las Operaciones Menú y Freedom Deal, causando pérdidas masivas de civiles que los Jemeres Rojos utilizaron para promover el reclutamiento y ganar el apoyo del CPK. Más tarde, Henry Kissinger sugirió que Sihanouk había aprobado este bombardeo estadounidense de objetivos norvietnamitas en Camboya ya en 1969, aunque esto ha sido fuertemente cuestionado por otras fuentes. En 1973, Estados Unidos ya había abandonado Indochina tras ver que sus objetivos en Vietnam se volvían cada vez más difíciles, dejando a la debilitada República Jemer colapsar el 17 de abril de 1975, cuando Phnom Penh cayó en manos de los Jemeres Rojos. Después de la caída de la República Jemer ante los Jemeres Rojos, el líder de los Jemeres Rojos, Pol Pot, se consolidó como dictador de Camboya, ahora llamada Kampuchea. Como Sihanouk luchó junto a los Jemeres Rojos durante la guerra civil, se le permitió convertirse en jefe de Estado, un cargo ceremonial, sin embargo, cuando regresó al país y vio el genocidio camboyano perpetrado por los Jemeres Rojos, renunció. Los Jemeres Rojos no aceptaron esto al principio, pero después de algunas negociaciones, lo aceptaron. Después de eso, Sihanouk fue puesto bajo arresto domiciliario hasta la tercera guerra de Indochina, cuando el Angkar le permitió huir a China por seguridad.

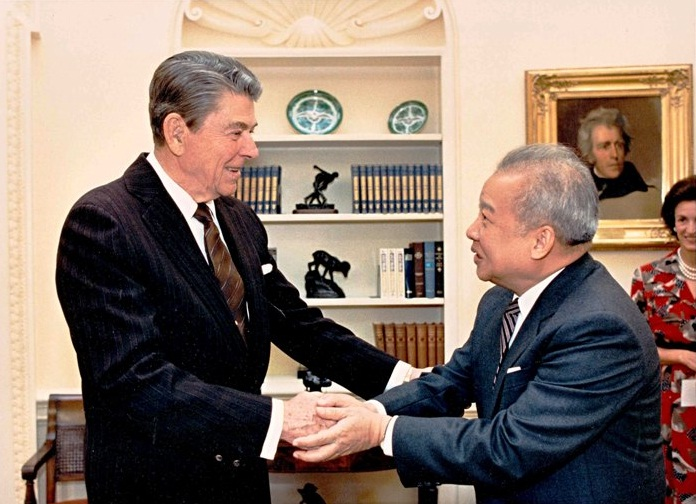
Norodom Sihanouk con el presidente estadounidense Ronald Reagan en la Oficina Oval en 1988. En ese momento, Estados Unidos todavía reconocía al CGDK como el gobierno legítimo de Kampuchea.

Hay muchas acusaciones de que Estados Unidos supuestamente apoyó a Kampuchea Democrática durante la guerra camboyano-vietnamita, porque Vietnam contaba con el apoyo de la Unión Soviética y los Estados Unidos optó por apoyar al enemigo de Vietnam, en este caso Kampuchea Democrática. Sin embargo, estas afirmaciones no tienen fundamento. A pesar de estas respuestas, está documentado que Estados Unidos brindó apoyo diplomático a los Jemeres Rojos votando continuamente por Kampuchea Democrática y luego por el CGDK para conservar su asiento en la ONU, tanto inmediatamente después de su derrocamiento como después de unirse a la coalición. Esto se debió a que la República Popular de Kampuchea, establecida por los vietnamitas, era un estado cliente de Vietnam y, lo que era más importante, un estado alineado con la Unión Soviética.

#### 1970-1973: Chile
El gobierno de Estados Unidos llevó a cabo una acción de operaciones psicológicas en Chile desde 1963 hasta el golpe de Estado de 1973, y la CIA estuvo involucrada en todas las elecciones chilenas durante ese período. En las elecciones presidenciales chilenas de 1964, el gobierno de Estados Unidos proporcionó 2,6 millones de dólares. millón en financiamiento al candidato presidencial del Partido Demócrata Cristiano, Eduardo Frei Montalva, para evitar el triunfo de Salvador Allende y el Partido Socialista de Chile. Estados Unidos también utilizó a la CIA para proporcionar 12 millones de dólares en fondos a intereses empresariales para usarlos en dañar la reputación de Allende. : 38–9  Antes de la toma de posesión de Allende, el jefe del Estado Mayor del Ejército de Chile, René Schneider, un general dedicado a preservar el orden constitucional y considerado "un gran obstáculo para los oficiales militares que buscaban llevar a cabo un golpe de Estado", fue blanco de un fallido intento de secuestro respaldado por la CIA por parte del general Camilo Valenzuela el 19 de octubre de 1970. Schneider fue asesinado tres días después en otro intento fallido de secuestro dirigido por el general Roberto Viaux. Después de la toma de posesión, siguió un largo período de malestar social y político entre el Congreso de Chile, dominado por la derecha, y Allende, así como una guerra económica librada por Washington. El presidente estadounidense, Richard Nixon, había prometido "hacer gritar a la economía" para "impedir que Allende llegue al poder o derrocarlo". El 11 de septiembre de 1973 el presidente Allende fue derrocado por las Fuerzas Armadas y Carabineros de Chile, llevando al poder al régimen de Augusto Pinochet. La CIA, a través del Proyecto FUBELT (también conocido como Track II), trabajó en secreto para preparar las condiciones para el golpe. Aunque inicialmente Estados Unidos negó cualquier implicación, en las décadas transcurridas desde entonces se han desclasificado muchos documentos pertinentes.

#### 1971: Bolivia
El gobierno de Estados Unidos apoyó el Golpe de Estado en Bolivia de 1971 liderado por el general Hugo Banzer que derrocó al presidente Juan José Torres. Torres fue secuestrado y asesinado en 1976 como parte del Plan Cóndor.

#### 1974-1991: Etiopía
El 12 de septiembre de 1974, el emperador Haile Selassie I del Imperio etíope, una monarquía dinástica, fue derrocado en un golpe de Estado por el Derg, una organización creada por el emperador para investigar a las Fuerzas Armadas etíopes. El Derg, dirigido por el dictador Mengistu Haile Mariam, se volvió marxista-leninista y se alineó con la Unión Soviética. Numerosos grupos rebeldes se levantaron contra el Derg, incluidos grupos conservadores, separatistas y otros grupos marxista-leninistas. Estos grupos recibirían apoyo de los Estados Unidos. A finales de la década de 1980, los rebeldes y los separatistas eritreos empezaron a obtener avances frente al gobierno. El Derg se disolvió en 1987 y estableció la República Democrática Popular de Etiopía (PDRE) bajo el Partido de los Trabajadores de Etiopía (WPE) en un intento de mantener su poder. En 1990, la URSS dejó de apoyar al gobierno etíope cuando éste empezó a derrumbarse, mientras que Estados Unidos siguió apoyando a los rebeldes. En 1991, Mengistu Halie Mariam dimitió y huyó cuando los rebeldes del Frente Democrático Revolucionario del Pueblo Etíope (EPRDF), una coalición de grupos rebeldes étnicos de izquierda, tomaron el poder. A pesar de que Estados Unidos se oponía a él, la embajada estadounidense ayudó a Mariam a escapar a Zimbabue. El PDRE se disolvió y fue reemplazado por el Gobierno de Transición de Etiopía liderado por el Frente de Liberación Popular de Tigray, y comenzó una transición a la democracia parlamentaria.

#### 1975-1991: Angola
A principios de la década de 1960, estalló una rebelión contra el dominio colonial portugués en la Guerra de Independencia de Angola, en la que participaron principalmente los grupos rebeldes Movimiento Popular para la Liberación de Angola (MPLA) y el Frente de Liberación Nacional de Angola (FNLA). En 1974, la junta militar de derecha en Portugal fue derrocada en la Revolución de los Claveles. El nuevo gobierno prometió dar independencia a sus colonias, incluida Angola. El 15 de enero de 1975, Portugal firmó el Acuerdo de Alvor que otorgaba la independencia a Angola y establecía un gobierno de transición que incluía al MPLA, el FNLA y la Unión Nacional para la Independencia Total de Angola (UNITA). El gobierno de transición estaba formado por el Alto Comisionado portugués, que gobernaba con un Consejo de Primer Ministro (CPM) integrado por tres representantes, uno de cada parte angoleña del acuerdo, y con un cargo de primer ministro rotatorio entre los representantes. Sin embargo, los diversos grupos independentistas empezaron a luchar entre sí. El MPLA era un grupo de izquierda que avanzaba sobre los otros dos grupos rebeldes principales, el FNLA y la UNITA, este último dirigido por Jonas Savimbi, un excombatiente del FNLA y maoísta que finalmente se convirtió en un capitalista ideológicamente y convirtió a la UNITA en un grupo militante capitalista.
Estados Unidos apoyó de forma encubierta a la UNITA y al FNLA a través de la Operación IA Feature. El presidente Gerald Ford aprobó el programa el 18 de julio de 1975, aunque recibió el desacuerdo de funcionarios de la CIA y del Departamento de Estado. Nathaniel Davis, subsecretario de Estado, dimitió por no estar de acuerdo con esto. Este programa comenzó cuando la guerra de independencia estaba terminando y continuó cuando comenzó la guerra civil en noviembre de 1975. La financiación comenzó inicialmente con 6 dólares. millón pero luego agregó $8 millones el 27 de julio y agregó $25 millones en agosto. El programa fue expuesto y condenado por el Congreso en 1976. La Enmienda Clark se añadió a la Ley de Control de Exportación de Armas de los EE. UU. de 1976, poniendo fin a la operación y restringiendo la participación en Angola. A pesar de ello, el director de la CIA, George H. W. Bush, admitió que continuaba cierta ayuda al FNLA y a la UNITA. En 1986, Ronald Reagan articuló la Doctrina Reagan, que exigía la financiación de fuerzas anticomunistas en todo el mundo para "hacer retroceder" la influencia soviética. La administración Reagan presionó al Congreso para revocar la Enmienda Clark, lo que finalmente ocurrió el 11 de julio de 1985. En 1986, la guerra en Angola se convirtió en un importante conflicto indirecto de la Guerra Fría. Los aliados conservadores de Savimbi en Estados Unidos presionaron para obtener un mayor apoyo a la UNITA. En 1986, Savimbi visitó la Casa Blanca y luego Reagan aprobó el envío de misiles tierra-aire Stinger como parte de un paquete de 25 millones de dólares. millones en ayuda. Después de que George HW Bush fuera elegido presidente, la ayuda a Savimbi continuó. Savimbi comenzó a confiar en la empresa Black, Manafort y Stone para presionar en busca de ayuda. Presionaron a la administración de HW Bush para obtener más ayuda y armas para la UNITA. Savimbi también se reunió con el propio Bush en 1990. En 1991, el MPLA y la UNITA firmaron los Acuerdos de Bicesse, poniendo fin a la participación estadounidense y soviética en la guerra, iniciando elecciones multipartidistas y estableciendo la República de Angola, mientras que Sudáfrica se retiró de Namibia.

#### 1975-1999: Timor Oriental
El 7 de diciembre de 1975, nueve días después de declarar su independencia de Portugal, Timor Oriental fue invadido por Indonesia. Aunque la invasión se realizó bajo el pretexto del anticolonialismo, el objetivo real era derrocar al régimen del Fretilin que surgió el año anterior. El día antes de la invasión, el presidente estadounidense Gerald Ford y el secretario de Estado, Henry Kissinger, se reunieron con el general Suharto, quien les comunicó su intención de invadir Timor Oriental. Ford respondió: "Lo entenderemos y no lo presionaremos sobre el tema. Entendemos el problema que tiene y las intenciones que tiene". Ford apoyó la invasión porque consideraba que Timor Oriental tenía poca importancia, eclipsado por las relaciones entre Indonesia y Estados Unidos. La caída de Saigón a principios de 1975 había dejado a Indonesia como el aliado más importante de Estados Unidos en el sudeste asiático, por lo que Ford razonó que era de interés nacional ponerse del lado de Indonesia. Las armas estadounidenses fueron cruciales para Indonesia durante la invasión, y la mayoría del equipo militar utilizado por las unidades militares indonesias involucradas fue suministrado por Estados Unidos. La ayuda militar de los Estados Unidos a Indonesia continuó durante su ocupación de Timor Oriental, que terminó en 1999 con el referéndum de independencia de Timor Oriental. En 2005, la Comisión Final para la Acogida, la Verdad y la Reconciliación en Timor Oriental escribió que "el apoyo político y militar [de los Estados Unidos] fue fundamental para la invasión y ocupación de Timor Oriental".

#### 1976: Argentina

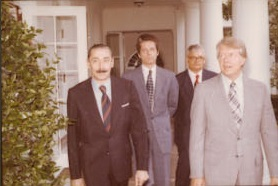
Jorge Rafael Videla se reúne con Jimmy Carter en 1977

Las Fuerzas Armadas argentinas derrocaron a la presidenta Isabel Perón, elegida en las elecciones presidenciales de 1973, en el golpe de Estado argentino de 1976, iniciándose la dictadura militar del general Jorge Rafael Videla conocida como Proceso de Reorganización Nacional hasta 1983. El golpe y el régimen autoritario de Videla fueron respaldados y apoyados por el gobierno de los Estados Unidos, y Henry Kissinger realizó varias visitas oficiales a Argentina durante la dictadura.

#### 1979-1992: Afganistán
En 1978, la Revolución de Saur llevó al poder a la República Democrática de Afganistán, un estado de partido único respaldado por la Unión Soviética. En lo que se conoció como Operación Ciclón, el gobierno de Estados Unidos proporcionó armas y financiación a un grupo de señores de la guerra y varias facciones de guerrilleros yihadistas conocidos como los muyahidines afganos que luchaban para derrocar al gobierno afgano. El programa comenzó modestamente con 695.000 dólares en ayuda nominalmente "no letal" a los muyahidines el 3 de julio de 1979, y se intensificó tras la invasión soviética de Afganistán en diciembre de 1979. A través del Servicio de Inteligencia Interservicios (ISI) del vecino Pakistán, Estados Unidos canalizó entrenamiento, armas y dinero para los combatientes afganos. Las primeras armas suministradas por la CIA fueron antiguos rifles británicos Lee-Enfield enviados en diciembre de 1979, pero en septiembre de 1986 el programa incluía armamento de última generación de origen estadounidense, como los misiles tierra-aire FIM-92 Stinger, unos 2.300 de los cuales fueron finalmente enviados a Afganistán.Los árabes afganos también "se beneficiaron indirectamente de la financiación de la CIA, a través del ISI y las organizaciones de resistencia". Algunos de los mayores beneficiarios afganos de la CIA fueron comandantes islamistas como Jalaluddin Haqqani y Gulbuddin Hekmatyar, que fueron aliados clave de Osama bin Laden durante muchos años. Algunos de los militantes financiados por la CIA pasarían a formar parte de Al Qaeda más tarde, entre ellos Bin Laden, según el ex secretario de Asuntos Exteriores Robin Cook y otras fuentes. A pesar de estas y otras acusaciones similares, no hay evidencia directa de contacto de la CIA con Bin Laden o su círculo íntimo durante la guerra soviética-afgana.  El apoyo estadounidense a los muyahidines terminó en enero de 1992, tras un acuerdo alcanzado con los soviéticos en septiembre de 1991 para poner fin a la interferencia externa en Afganistán por parte de ambas partes. En 1992, la ayuda combinada de Estados Unidos, Arabia Saudita y China a los muyahidines se estimó entre 6 y 12 millones de dólares. mil millones, mientras que la ayuda militar soviética a Afganistán se valoró entre 36 y 48 mil millones de dólares. mil millones. El resultado fue una sociedad afgana fuertemente armada y militarizada: algunas fuentes indican que Afganistán fue el principal destino mundial de armas personales durante la década de 1980. 

### Década de 1980

#### 1980-1989: Polonia
Desde la Constitución de 1952, Polonia fue un estado comunista de partido único, la República Popular Polaca. En la década de 1980, la oposición cristalizó en el sindicato Solidaridad, fundado en 1980. La administración Reagan apoyó a Solidaridad y, basándose en la información de inteligencia de la CIA, llevó a cabo una campaña de relaciones públicas para disuadir lo que la administración Carter consideró que era "un movimiento inminente de grandes fuerzas militares soviéticas en Polonia". El 4 de noviembre de 1982, el presidente Reagan, después de una breve discusión con el Grupo de Planificación de Seguridad Nacional, firmó una orden ejecutiva para proporcionar dinero y ayuda no letal a los grupos de oposición polacos: la operación recibió el nombre en código de QRHELPFUL. Michael Reisman y James E. Baker nombraron las operaciones en Polonia como una de las acciones encubiertas de la CIA durante la Guerra Fría. El coronel Ryszard Kukliński, un alto oficial del Estado Mayor polaco, enviaba informes en secreto a la CIA. La CIA transfirió alrededor de $2 millones anuales en efectivo a Solidaridad, por un total de $10 millones en cinco años. No existían vínculos directos entre la CIA y Solidaridad, y todo el dinero se canalizaba a través de terceros. A los agentes de la CIA se les prohibió reunirse con los líderes de Solidaridad, y los contactos de la CIA con los activistas de Solidaridad eran más débiles que los de la AFL-CIO, que recaudó 300.000 dólares de sus miembros, que se utilizaron para proporcionar material y dinero en efectivo directamente a Solidaridad, sin ningún control sobre el uso que hacía de ellos Solidaridad. El Congreso de los Estados Unidos autorizó al Fondo Nacional para la Democracia a promover la democracia, y la NED asignó 10 Millones de dólares a Solidaridad. Sin embargo, cuando el gobierno polaco declaró la ley marcial en diciembre de 1981, Solidaridad no se puso en alerta. Las posibles explicaciones para esto varían; algunos creen que la CIA fue tomada por sorpresa, mientras que otros sugieren que los responsables políticos estadounidenses vieron una represión interna como preferible a una "inevitable intervención soviética". El apoyo de la CIA a Solidaridad incluyó dinero, equipo y entrenamiento, que fue coordinado por Operaciones Especiales. Henry Hyde, miembro del Comité de Inteligencia de la Cámara de Representantes de Estados Unidos, declaró que Estados Unidos proporcionó "suministros y asistencia técnica en términos de periódicos clandestinos, radiodifusión, propaganda, dinero, ayuda organizativa y asesoramiento". Los fondos iniciales para acciones encubiertas de la CIA fueron de 2 millones, pero poco después se incrementaron las autorizaciones y en 1985 la CIA se infiltró con éxito en Polonia.

#### 1981-1982: Chad
En 1975, en el marco de la Primera Guerra Civil del Chad, los militares derrocaron a François Tombalbaye e instalaron a Félix Malloum como jefe de Estado. Hissène Habré fue nombrado primer ministro e intentó derrocar al gobierno en febrero de 1979, pero fracasó y se vio obligado a dimitir. En 1979 Malloum dimitió y Goukouni Oueddei se convirtió en jefe de Estado. Oueddei aceptó compartir el poder con Habré y lo nombró ministro de Defensa, pero los combates se reanudaron poco después. Habré se exilió en Sudán en 1980. En aquel momento, el gobierno estadounidense quería un baluarte contra Muammar Gaddafi en Libia y veía a Chad, el vecino del sur de Libia, como una buena opción. Chad y Libia habían firmado recientemente un acuerdo para intentar poner fin a su conflicto fronterizo y "trabajar para lograr la plena unidad entre los dos países", a lo que Estados Unidos se opuso. Estados Unidos también consideraba que Oueddei era demasiado cercano a Gadafi. Habré ya era prooccidental y proestadounidense, y también contrario a Oueddei. La administración Reagan le dio apoyo encubierto a través de la CIA cuando regresó en 1981 para continuar luchando, y derrocó a Goukouni Oueddi el 7 de junio de 1982, convirtiéndose en el nuevo presidente de Chad. La CIA continuó apoyando a Habré después de que tomó el poder, incluso entrenando y equipando a la Dirección de Documentación y Seguridad (DDS), la famosa policía secreta de Chad. También apoyaron a Chad en su guerra de 1986-1987 contra Libia.

#### 1981-1990: Nicaragua
En 1979, el FSLN (Frente Sandinista de Liberación Nacional) derrocó a la familia Somoza, apoyada por Estados Unidos. Al principio, la administración Carter intentó ser amigable con el nuevo gobierno, pero la administración Reagan que vino después tuvo una política exterior mucho más anticomunista. Inmediatamente en enero de 1981, Reagan cortó la ayuda al gobierno nicaragüense y el 6 de agosto de 1981 firmó la Directiva de Decisión de Seguridad Nacional 7, autorizando la producción y el envío de armas a la región, pero no su despliegue. El 17 de noviembre de 1981 Reagan firmó la Directiva de Seguridad Nacional 17, permitiendo el apoyo encubierto a las fuerzas antisandinistas. Luego, el gobierno de Estados Unidos armó, entrenó y financió en secreto a los Contras, un grupo de combatientes rebeldes con base en Honduras, en un intento de derrocar al gobierno nicaragüense. Como parte del entrenamiento, la CIA distribuyó un manual detallado titulado "Operaciones psicológicas en la guerra de guerrillas ", que instruía a los Contras, entre otras cosas, sobre cómo hacer estallar edificios públicos, asesinar jueces, crear mártires y chantajear a ciudadanos comunes. Además de apoyar a los Contras, el gobierno de Estados Unidos también hizo estallar puentes y minó puertos, causando daños a al menos siete buques mercantes y haciendo estallar numerosos barcos pesqueros nicaragüenses. También atacaron el puerto de Corinto, causando 112 heridos según el gobierno nicaragüense. Después de que la Enmienda Boland ilegalizara al gobierno de Estados Unidos financiar las actividades de los Contras, la administración de Reagan vendió armas en secreto al gobierno iraní para financiar un aparato secreto del gobierno estadounidense que continuó financiando ilegalmente a los Contras, en lo que se conoció como el asunto Irán-Contra. Estados Unidos continuó armando y entrenando a los Contras incluso después de que el gobierno sandinista de Nicaragua ganara las elecciones de 1984. En las elecciones generales nicaragüenses de 1990, la administración de George HW Bush autorizó el 49,75 Millones de dólares de ayuda no letal a los Contras. Continuaron asesinando candidatos y combatiendo en la guerra y distribuyeron folletos que promocionaban al partido opositor UNO (Unión Nacional de Oposición), que ganó las elecciones. Los Contras terminaron sus combates poco después.

#### 1983: Granada
El 25 de octubre de 1983, el ejército estadounidense y una coalición de seis naciones caribeñas invadieron la nación de Granada, denominada en código Operación Furia Urgente, y derrocaron con éxito al gobierno marxista de Hudson Austin. El conflicto se desencadenó por el asesinato del anterior líder de Granada, Maurice Bishop, y el establecimiento de Hudson como líder del país una semana antes, el 19 de octubre. La Asamblea General de las Naciones Unidas calificó la invasión estadounidense como "una flagrante violación del derecho internacional" pero una resolución similar ampliamente apoyada en el Consejo de Seguridad de las Naciones Unidas fue vetada por los Estados Unidos

#### 1989-1994: Panamá
En 1979, Estados Unidos y Panamá firmaron un tratado para poner fin a la Zona del Canal de Panamá y prometieron que Estados Unidos entregaría el canal después de 1999. Manuel Noriega gobernó el país de Panamá como dictador. Fue un aliado de Estados Unidos trabajando con ellos contra los sandinistas en Nicaragua y el FMLN en El Salvador. A pesar de ello, las relaciones comenzaron a deteriorarse cuando se le implicó en el escándalo Irán-Contra, incluido el tráfico de drogas. A medida que las relaciones continuaron deteriorándose, Noriega comenzó a aliarse con el Bloque del Este. Esto también preocupó a los funcionarios estadounidenses y funcionarios del gobierno como Elliott Abrams comenzaron a discutir con Reagan que Estados Unidos debería invadir Panamá. Reagan decidió esperar debido a los vínculos de George H. W. Bush con Noriega cuando era el jefe de la CIA que organizaba su elección, pero después de que Bush fue elegido comenzó a presionar a Noriega. A pesar de las irregularidades en las elecciones generales panameñas de 1989, Noriega se negó a permitir que el candidato de la oposición llegara al poder. Bush le pidió honrar la voluntad del pueblo panameño. Se produjeron intentos de golpe de Estado contra Noriega y estallaron escaramuzas entre tropas estadounidenses y panameñas. Noriega también fue acusado por cargos de drogas en los Estados Unidos.En diciembre de 1989, en una operación militar denominada en código Operación Causa Justa, Estados Unidos invadió Panamá. Noriega se ocultó, pero luego fue capturado por las fuerzas estadounidenses. El presidente electo Guillermo Endara tomó posesión del cargo. Estados Unidos puso fin a la Operación Causa Justa en enero de 1990 y comenzó la Operación Promover la Libertad, que consistió en la ocupación del país para establecer el nuevo gobierno hasta 1994.

#### 1986-1991: Unión Soviética
En 1983, se creó el Fondo Nacional para la Democracia, financiado por el Congreso, para promover el cambio democrático en los estados comunistas. Entre 1984 y 1986, la fundación financió revistas de emigrados que fueron introducidas de contrabando en la Unión Soviética. En una reunión de la organización en diciembre de 1986, Zbigniew Brzezinski propuso apoyar el nacionalismo y las aspiraciones democráticas entre las minorías nacionales y religiosas como los ucranianos, los musulmanes y los países bálticos para descentralizar política y económicamente el sistema soviético. En 1989, el sovietólogo Richard Pipes sugirió que la administración Bush debía "idear una estrategia a largo plazo para la descolonización del imperio soviético interior", y Brzezinski sostuvo que la Unión Soviética debía transformarse "en una confederación o mancomunidad genuinamente voluntaria". La fundación canalizó ayuda a grupos en los Estados Bálticos, Armenia, Rusia y Ucrania que buscaban una mayor independencia del gobierno central de Gorbachov. Antes de las elecciones parlamentarias rusas de 1990, la NED financió una iniciativa de Paul Weyrich y la Fundación del Congreso Libre para ayudar a Boris Yeltsin y a un grupo de candidatos demócratas y crear una "red de comunicaciones". La fundación prestó asistencia para fortalecer la prensa independiente y capacitar a candidatos democráticos en técnicas políticas. La organización Rusia Democrática recibió dos millones de dólares del conservador Instituto Krieble, con el que el asesor de Yeltsin, Gennady Burbulis, organizó 120 talleres y seminarios en Moscú, cursos de formación sobre democracia en regiones rusas y conferencias en Tallin. El dinero también compró computadoras y fotocopiadoras que se utilizaron durante el referéndum del 17 de marzo de 1991, así como durante la campaña electoral de Yeltsin. El director de la campaña de Yeltsin en 1991, Alexander Urmanov, recibió formación en el Instituto Krieble. La KGB sabía de la ayuda extranjera, pero no hizo nada al respecto porque los receptores del dinero tenían inmunidad parlamentaria y no existía ninguna ley que prohibiera a los parlamentarios soviéticos recibir ayuda extranjera. Al comentar la victoria de Yeltsin en las primeras elecciones presidenciales democráticas de Rusia, Burbublis le dijo a Krieble: "Bueno, Bob, lo lograste". Entre 1990 y 1991, la red de organizaciones ucraniano-estadounidenses apoyada por la NED canalizó ayuda al movimiento independentista ucraniano. Entre otras cosas, la NED proporcionó 65.000 dólares a la Asociación Nacional Ucraniana y 150.000 dólares a la organización "Ucrania 2000". Las subvenciones de la fundación permitieron a los partidarios de la independencia de Ucrania, el movimiento Rukh, establecer un centro editorial en Lviv. Según Carl Gershman, director del National Endowment for Democracy, la administración Bush no se oponía a ayudar al movimiento independentista ucraniano.

## 1991-presente: posguerra fría

### Década de 1990

#### 1991: Irak
El Consejo de Seguridad de las Naciones Unidas (CSNU) impuso sanciones contra Irak en agosto de 1990 en virtud de la Resolución 661 para obligar a Irak a retirarse del Kuwait ocupado sin el uso de la fuerza militar, pero Irak se negó a retirar sus fuerzas, lo que condujo a la guerra del Golfo de 1991. Durante e inmediatamente después de la guerra, Estados Unidos transmitió señales alentando un levantamiento contra Saddam Hussein, un autócrata que había gobernado Irak desde que llegó al poder en una lucha interna en el gobernante Partido Baath en 1979. El 24 de febrero de 1991, pocos días después de la firma del alto el fuego, la estación de radio Voice of Free Iraq, financiada y operada por la CIA, llamó al pueblo iraquí a levantarse contra Hussein. Al día siguiente de que terminara la guerra del Golfo, el 1 de marzo de 1991, Bush volvió a pedir el derrocamiento de Saddam Hussein. Estados Unidos esperaba un golpe de Estado, pero en lugar de ello, una serie de levantamientos estallaron en todo Irak justo después de la guerra. Dos de las mayores rebeliones fueron lideradas por los kurdos iraquíes en el norte y las milicias chiitas en el sur. Aunque George HW Bush dijo que Estados Unidos no tenía intención de ayudar a ningún rebelde, los rebeldes asumieron que recibirían apoyo directo de Estados Unidos; sin embargo, a Estados Unidos le preocupaba que si Saddam caía y Irak colapsaba, Irán ganaría poder. Colin Powell escribió sobre su época como jefe del Estado Mayor Conjunto : "Nuestra intención práctica era dejar a Bagdad suficiente poder para sobrevivir como amenaza a un Irán que seguía siendo amargamente hostil hacia los Estados Unidos". Los levantamientos chiitas fueron aplastados por el ejército iraquí, mientras que los Peshmerga tuvieron más éxito y consiguieron que los kurdos iraquíes obtuvieran autonomía. Después de la guerra, el gobierno de Estados Unidos abogó con éxito por que las sanciones permanecieran vigentes con revisiones, incluyendo la vinculación con la eliminación de armas de destrucción masiva, lo que el Consejo de Seguridad de las Naciones Unidas hizo en abril de 1991 al adoptar la Resolución 687, si bien con la prohibición anterior sobre los alimentos levantada. En mayo de 1991, cuando se esperaba ampliamente que el gobierno iraquí de Saddam Hussein se enfrentaría al colapso, los funcionarios estadounidenses declararon que las sanciones no se levantarían a menos que Saddam fuera derrocado. En la administración del presidente siguiente, los funcionarios estadounidenses no insistieron explícitamente en un cambio de régimen, pero adoptaron la posición de que las sanciones podrían levantarse si Irak cumplía con todas las resoluciones de la ONU que estaba violando (incluidas las relacionadas con el historial de derechos humanos del país) y no sólo con las inspecciones de armas de la ONU.

#### 1991: Haití
Ocho meses después de su elección, el presidente Jean-Bertrand Aristide fue depuesto por las Fuerzas Armadas de Haití. Muchos profesores documentan que la CIA "pagó a miembros clave de las fuerzas del régimen golpista, identificados como narcotraficantes, por información desde mediados de los años 1980 al menos hasta el golpe". Los líderes del golpe Raoul Cédras y Michel François habían recibido entrenamiento militar en los Estados Unidos y los funcionarios de la CIA expresaron su descontento con Aristide y los informantes de la CIA colocaron oficiales de la CIA con el ejército en el momento del golpe, la CIA negó su participación. Es importante destacar que la Operación Defender la Democracia, liderada por Estados Unidos, restituyó al Presidente Aristide después de recibir la aprobación para la intervención por parte del Consejo de Seguridad de las Naciones Unidas y colaborar con otras naciones del Caribe.

#### 1992-1996: Irak
La CIA lanzó DBACHILLES, una operación de golpe de Estado contra el gobierno iraquí, reclutando como parte de la operación a Ayad Allawi, que encabezaba el Acuerdo Nacional Iraquí, una red de iraquíes que se oponían al gobierno de Saddam Hussein. La red incluía oficiales militares y de inteligencia iraquíes, pero fue infiltrada por personas leales al gobierno iraquí. También utilizando a Ayad Allawi y su red, la CIA dirigió una campaña gubernamental de sabotaje y bombardeos en Bagdad entre 1992 y 1995. La campaña de bombardeos de la CIA puede haber sido simplemente una prueba de la capacidad operativa de la red de activos de la CIA sobre el terreno y no la intención de ser el lanzamiento del golpe en sí. Sin embargo, Allawi intentó un golpe de Estado contra Saddam Hussein en 1996. El golpe no tuvo éxito, pero Ayad Allawi fue posteriormente instalado como primer ministro de Irak por el Consejo de Gobierno Interino de Irak, que había sido creado por la coalición liderada por Estados Unidos tras la invasión y ocupación de Irak en marzo de 2003.

#### 1994-1995: Haití
Después de que una junta militar de derecha tomó el poder en Haití en 1991 mediante un golpe de Estado, Estados Unidos inicialmente tuvo buenas relaciones con el nuevo gobierno. La administración de George H. W. Bush apoyó a la junta de derecha. Sin embargo, después de las elecciones generales estadounidenses de 1992, Bill Clinton llegó al poder. Clinton apoyó el regreso de Jean-Bertrand Aristide al poder, y su administración promovió el retorno de la democracia a Haití. Esto culminó en la Resolución 940 del Consejo de Seguridad de las Naciones Unidas, que autorizó a Estados Unidos a liderar una invasión de Haití y restaurar a Aristide en el poder. Un esfuerzo diplomático fue encabezado por el expresidente estadounidense Jimmy Carter y el exjefe del Estado Mayor Conjunto Colin Powell. Estados Unidos dio un ultimátum al gobierno haitiano: o el dictador de Haití, Raoul Cédras, se retiraba pacíficamente y dejaba que Aristide regresara al poder, o era invadido y obligado a dimitir. Cedras capituló, pero no disolvió inmediatamente las fuerzas armadas. Los manifestantes se enfrentaron a los militares y a la policía. Estados Unidos envió al ejército para detener la violencia, y pronto ésta fue sofocada. Aristide volvió a dirigir el país en octubre de 1994. Clinton y Aristide presidieron las ceremonias y la Operación Defender la Democracia terminó oficialmente el 31 de marzo de 1995.[cita requerida]

#### 1996-1997: Zaire
Debido al fin de la Guerra Fría, el apoyo estadounidense a Mobutu Sese Seko en Zaire se redujo. En 1990, el Frente Patriótico Ruandés (FPR) invadió Ruanda, iniciando la Guerra Civil Ruandesa, que culminó en el genocidio ruandés y provocó que más de 1,5 millones de refugiados huyeran a Zaire, donde estallaron combates entre tutsis refugiados y no refugiados, refugiados hutus y otros grupos étnicos. En respuesta, Ruanda formó milicias tutsis en Zaire, lo que provocó tensiones entre las milicias y el gobierno de Zaire que llevaron a la Rebelión Banyamulenge el 31 de agosto de 1996, que llevó a la creación de milicias tutsis y no tutsis opuestas a Mobutu en la Alianza de Fuerzas Democráticas para la Liberación del Congo (AFDL), dirigida por Laurent-Désiré Kabila. Los Estados Unidos apoyó encubiertamente a Ruanda antes y durante la guerra del Congo. Estados Unidos creía que era el momento de que hubiera una "nueva generación de líderes africanos", como Kagame y Yoweri Museveni en Uganda, lo que fue parte de la razón por la que Estados Unidos había dejado de apoyar a Mobutu. Los Estados Unidos envió soldados para entrenar al FPR y también trajo a comandantes del FPR a Estados Unidos antes de la guerra en 1995 para entrenarlos. Durante la guerra, a los rebeldes de Bukavu se les unió un grupo de mercenarios afroamericanos, que afirmaron haber sido reclutados en una misión no oficial de Estados Unidos. La CIA y el ejército estadounidense establecieron comunicaciones en Uganda y, durante la guerra, varios aviones aterrizaron en Kigali y Entebbe, afirmando que llevaban "ayuda para las víctimas del genocidio"; sin embargo, se ha alegado que llevaban suministros militares y de comunicaciones para el FPR. Al mismo tiempo, Estados Unidos operó el apoyo anti-Mobutu desde el Comité Internacional de Rescate (IRC).

### Década de 2000

#### 2000: República Federativa de Yugoslavia
Antes de las elecciones generales yugoslavas de 2000, el Departamento de Estado de los Estados Unidos apoyó activamente a grupos de oposición como Otpor, mediante el suministro de material promocional y servicios de consultoría a través de organismos no gubernamentales. La intervención de los Estados Unidos sirvió para acelerar y organizar la disidencia mediante exposición, recursos, estímulo moral y material, ayuda tecnológica y asesoramiento profesional. Esta campaña fue uno de los factores que contribuyeron a la derrota del presidente en ejercicio en las elecciones generales yugoslavas de 2000 y la posterior Revolución Bulldozer que derrocó a Milošević el 5 de octubre de 2000, después de que este se negara a reconocer los resultados de las elecciones. El presidente Bill Clinton autorizó la participación de la CIA en las elecciones para evitar la victoria de Milošević. La agencia canalizó millones de dólares a la campaña contra el líder serbio en el país y también organizó reuniones de miembros de la oposición en el extranjero.

#### 2001-2021: Afganistán
Desde 1996, Afganistán ha estado bajo el control del Emirato Islámico de Afganistán, dirigido por los talibanes, un emirato teocrático islámico deobandi, unitario en gran parte no reconocido, administrado por consejos de la shura. El 7 de octubre de 2001, cuatro semanas después de los ataques del 11 de septiembre de Al Qaeda, Estados Unidos invadió Afganistán y comenzó a bombardear objetivos de Al Qaeda y los talibanes. Bajo el régimen talibán, Al Qaeda había utilizado Afganistán para entrenar y adoctrinar a combatientes en sus propios campos de entrenamiento, importar armas, coordinarse con otros yihadistas y planificar acciones terroristas. Entre 10.000 y 20.000 hombres pasaron por los campamentos dirigidos por Al Qaeda antes del 11 de septiembre, la mayoría de los cuales fueron a luchar para los talibanes, mientras que un número menor fue reclutado por Al Qaeda. Aunque ninguno de los secuestradores era de nacionalidad afgana, los ataques habían sido planeados en Kandahar.  George W. Bush dijo que el objetivo era capturar al líder de Al Qaeda, Osama bin Laden, y llevarlo ante la justicia.El 11 de octubre, cuatro días después de que comenzara el bombardeo, Bush afirmó que éste podría detenerse si Bin Laden era entregado a Estados Unidos por los talibanes, que habían proporcionado refugio a Al Qaeda. "Si lo dejan escapar hoy a él y a su gente, entonces reconsideraremos lo que le estamos haciendo a su país", dijo Bush a los talibanes. "Aún tienen una segunda oportunidad. Sólo traiganlo, y traigan a sus líderes y lugartenientes y otros matones y criminales con él." El 14 de octubre, Bush rechazó una oferta de los talibanes para discutir el envío de Bin Laden a un tercer país. El líder talibán, Mulá Omar, se había negado anteriormente a extraditar a Bin Laden. El Reino Unido fue un aliado clave de los Estados Unidos, ofreciendo apoyo para la acción militar desde el inicio de los preparativos para la invasión, y los dos países trabajaron con las fuerzas afganas antitalibanes en la Alianza del Norte. Estados Unidos tenía como objetivo destruir Al Qaeda y sacar del poder al régimen talibán,  pero también intentó impedir que la Alianza del Norte tomara el control de Afganistán, creyendo que el gobierno de la Alianza alejaría a la mayoría pastún del país.  El director de la CIA, George Tenet, argumentó que Estados Unidos debería atacar a Al Qaeda pero "no atacar a los talibanes", ya que estos eran populares en Pakistán y atacarlos podría poner en peligro las relaciones con ese país. A finales de octubre, había surgido otro objetivo: sacar a los talibanes del poder en Afganistán. 
Del 6 al 17 de diciembre de 2001, un equipo de combatientes de la Alianza del Norte, bajo la dirección de un equipo de fuerzas especiales estadounidenses, persiguió a Bin Laden en el complejo de cuevas de Tora Bora, en el este de Afganistán, pero Estados Unidos no comprometió sus propias tropas en la operación y Bin Laden escapó al vecino Pakistán. Ese mismo mes, cayó el Emirato Islámico talibán de Afganistán y fue reemplazado por la Administración Provisional Afgana y luego por el Estado Islámico de Transición de Afganistán en 2002, y finalmente por la República Islámica de Afganistán en 2004. Bin Laden fue asesinado por un equipo de SEALs de la Marina de los Estados Unidos en una redada en su residencia clandestina en Abbottabad, Pakistán, en mayo de 2011, casi diez años después de la invasión inicial. A pesar de la muerte de Bin Laden, Estados Unidos permaneció en Afganistán, apoyando a los gobiernos de Hamid Karzai y Ashraf Ghani. En febrero de 2020, el presidente Donald Trump llegó a un acuerdo con los talibanes que implicaba la retirada de las tropas estadounidenses de Afganistán. En abril de 2021, su sucesor, Joe Biden, anunció que la retirada total se produciría en agosto de ese año. A esto le siguió el regreso de los talibanes al poder.

#### 2003-2021: Irak
En 1998, como medida no encubierta, los Estados Unidos promulgó la "Ley de Liberación de Irak", que establece, en parte, que "debería ser política de Estados Unidos apoyar los esfuerzos para eliminar del poder en Irak al régimen encabezado por Saddam Hussein". Después de que George W. Bush fuera elegido, comenzó a ser más agresivo hacia Irak. Después de los ataques del 11 de septiembre, la administración Bush afirmó que el entonces gobernante de Irak, Saddam Hussein, tenía conexiones con Al Qaeda y apoyaba el terrorismo. La administración también declaró que Hussein continuaba de manera encubierta la producción de armas de destrucción masiva a pesar del hecho de que las pruebas de ambas cosas no eran concluyentes. Irak también fue uno de los tres países que Bush mencionó en su discurso sobre el Eje del Mal. En 2002, el Congreso aprobó la "Resolución Irak" que autorizaba al presidente a “utilizar cualquier medio necesario” contra Irak. La guerra de Irak comenzó en marzo de 2003, cuando la coalición militar liderada por Estados Unidos invadió el país y derrocó al gobierno iraquí. Los Estados Unidos capturó y ayudó a procesar a Hussein, quien más tarde fue ahorcado. Los Estados Unidos y el nuevo gobierno iraquí también combatieron una insurgencia tras la invasión. En diciembre de 2011, Estados Unidos retiró a sus soldados del conflicto, pero regresó en 2014 para ayudar a detener el ascenso del Estado Islámico de Irak y el Levante (EIIL). La misión de combate militar finalizó el 9 de diciembre de 2021.

#### 2005: Kirguistán
En Kirguistán, en respuesta a la corrupción y el autoritarismo del gobierno de Askar Akayev, que había gobernado desde 1990, protestas masivas derrocaron al gobierno y se celebraron elecciones libres. Según The Wall Street Journal, el gobierno de Estados Unidos proporcionó ayuda a los manifestantes de la oposición a través del Departamento de Estado, USAID, Radio Liberty y Freedom House, financiando el único medio de comunicación impreso del país no controlado por el gobierno. Cuando el estado cortó el suministro eléctrico, la embajada de Estados Unidos proporcionó generadores de emergencia. Otros grupos de oposición y un canal de televisión de la oposición recibieron financiación del gobierno de Estados Unidos y de ONG con sede en ese país.

#### 2006-2007: Palestina

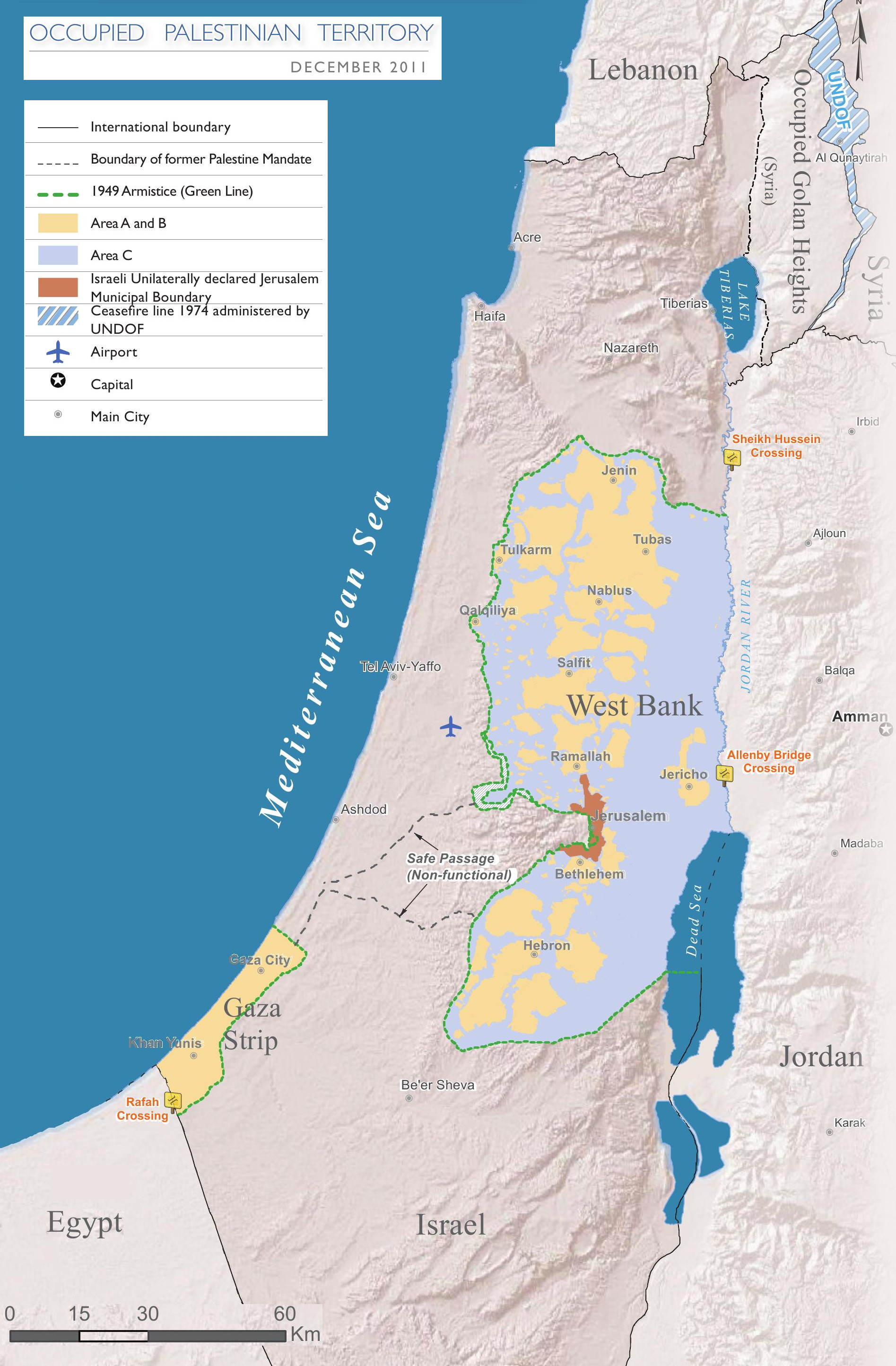
Territorios palestinos ocupados

La administración Bush estaba descontenta con el gobierno formado por Hamás, que ganó el 56% de los escaños en las elecciones legislativas palestinas de 2006. El gobierno de Estados Unidos presionó a la facción Fatah de la Autoridad Nacional Palestina para que derrocara al gobierno de Hamás del primer ministro Ismail Haniyeh, y proporcionó financiación, incluido un programa secreto de entrenamiento y armamento que recibió decenas de millones de dólares en fondos del Congreso. Esta financiación fue bloqueada inicialmente por el Congreso, que temía que las armas proporcionadas a los palestinos pudieran ser utilizadas más tarde contra Israel, pero la administración Bush eludió al Congreso. Fatah lanzó una guerra contra el gobierno de Haniyeh. Cuando el gobierno de Arabia Saudita intentó negociar una tregua entre las partes para evitar una guerra civil palestina a gran escala, el gobierno de Estados Unidos presionó a Fatah para que rechazara el plan saudí y continuara el esfuerzo para derrocar al gobierno de Hamás. Finalmente, al gobierno de Hamás se le impidió gobernar todos los territorios palestinos, y Fatah se retiró a Cisjordania y Hamás se retiró a la Franja de Gaza y tomó el control de la misma.

#### 2005-2009: Siria
En 2005, después de un período de cooperación en la guerra contra el terrorismo, la administración Bush congeló las relaciones con Siria. Según cables estadounidenses publicados por WikiLeaks, el Departamento de Estado comenzó entonces a canalizar dinero a grupos de la oposición, incluyendo al menos 6 millones de dólares al canal satelital opositor Barada TV y al grupo de exiliados Movimiento por la Justicia y el Desarrollo en Siria. Este supuesto respaldo encubierto continuó bajo la administración Obama al menos hasta abril de 2009, cuando diplomáticos estadounidenses expresaron su preocupación de que el financiamiento socavaría los intentos de Estados Unidos de reconstruir las relaciones con el presidente de Siria, Bashar al-Assad.

### Década de 2010

#### 2011: Libia
En 2011, Libia estaba gobernada por Muammar Gaddafi desde 1969. En febrero de 2011, en medio de la "Primavera Árabe", estalló una revolución en su contra, que se extendió desde la segunda ciudad, Bengasi (donde se instaló un gobierno interino el 27 de febrero), hasta la capital, Trípoli, desencadenando la primera guerra civil libia. El 17 de marzo se adoptó la Resolución 1973 del Consejo de Seguridad de las Naciones Unidas, que autorizaba una zona de exclusión aérea sobre Libia y “todas las medidas necesarias” para proteger a los civiles. Dos días después, Francia, los Estados Unidos y el Reino Unido lanzaron la intervención militar de 2011 en Libia con la Operación Amanecer de la Odisea, en la que las fuerzas navales estadounidenses y británicas dispararon más de 110 misiles de crucero Tomahawk, las Fuerzas Aéreas francesa y británica realizaron misiones en toda Libia y un bloqueo naval por parte de las fuerzas de la Coalición. Una coalición de 27 estados de Europa y Oriente Medio pronto se unió a la intervención liderada por la OTAN, como Operación Protector Unificado. El gobierno de Gadafi colapsó en agosto, dejando al Consejo Nacional de Transición como gobierno de facto, con reconocimiento de la ONU. Gadafi fue capturado y asesinado en octubre por las fuerzas del Consejo Nacional de Transición y la acción de la OTAN cesó.

#### 2012-2017: Siria
En abril de 2011, tras el estallido de la guerra civil siria a principios de 2011, tres senadores estadounidenses, los republicanos John McCain y Lindsey Graham y el independiente Joe Lieberman, instaron al presidente Barack Obama en una declaración conjunta a "afirmar inequívocamente" que "es hora de que se vaya" el presidente Bashar al-Assad. En agosto de 2011, el gobierno de Estados Unidos pidió a Assad que "se hiciera a un lado" e impuso un embargo de petróleo contra el gobierno sirio. A partir de 2013, Estados Unidos proporcionó entrenamiento, armas y dinero a rebeldes sirios moderados investigados y, en 2014, al Consejo Militar Supremo. En 2015, Obama reafirmó que "Asad debe irse". En marzo de 2017, la embajadora Nikki Haley dijo a un grupo de periodistas que la prioridad de Estados Unidos en Siria ya no era "sacar a Assad". Ese mismo día, en una conferencia de prensa en Ankara, el secretario de Estado Rex Tillerson también dijo que "el estatus a largo plazo del presidente Assad será decidido por el pueblo sirio". Si bien el programa del Departamento de Defensa de Estados Unidos para ayudar a los rebeldes predominantemente kurdos que luchan contra el Estado Islámico de Irak y el Levante (EIIL) continuó, se reveló en julio de 2017 que el presidente estadounidense Donald Trump había ordenado una "eliminación gradual" del apoyo de la CIA a los rebeldes anti-Assad.

## Lectura adicional
- Revista de Ciencias Sociales, 2000. Éxito catastrófico: por qué el cambio de régimen impuesto desde el extranjero sale mal Prensa de la Universidad de Cornell.

- Datos: Q61671409